# Histoire militaire de l'Iran
L'histoire militaire de l'Iran couvre 2 500 ans. Jusqu'en 1935, l'Iran est connu sous le nom de Perse.

## Ère achéménide

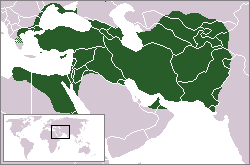
Territoire sous contrôle perse, approximativement vers -500

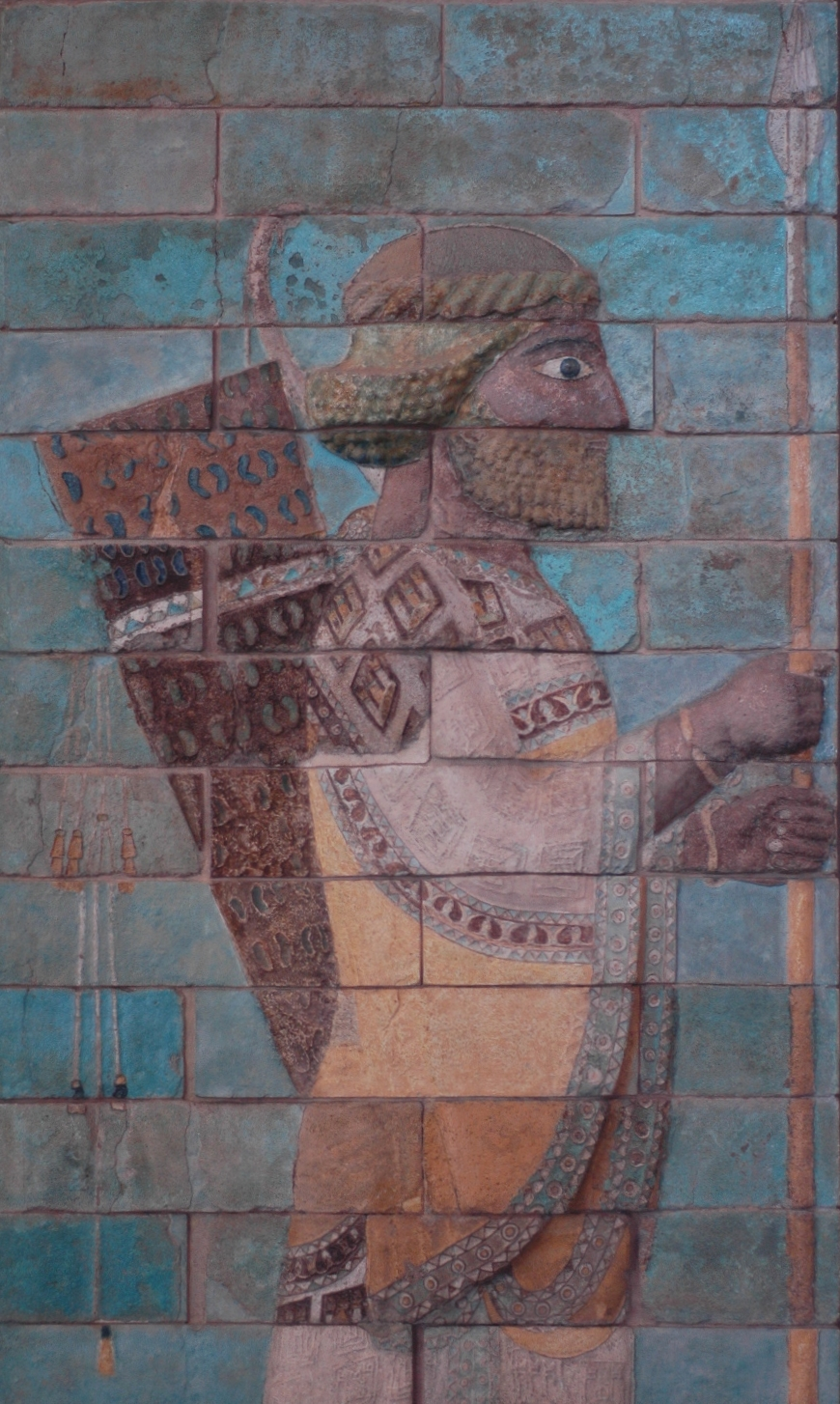
Lancier, palais de Darius Ier à Suse, peut-être un Mélophore.

Teispès fut le fils et le successeur d'Achéménès à la tête de la Perse (-675 à -640). Vers -674/70, il doit se soumettre à Phraortès, roi des Mèdes.
Selon la Cyropédie de Xénophon, le corps des Mélophores est créé par Cyrus l'Ancien, fils de ce dernier, qui juge les gardes des portes insuffisants pour garantir sa sécurité et sa tranquillité. Les Mélophores également appelés les « Immortels », sont un groupe de 10 000 lanciers qui constitue la garde personnelle du Grand Roi de Perse. Ils ont notamment combattus les Grecs lors des guerres médiques.
Vers 553, une guerre éclate entre Astyage, souverain du royaume mède, et Cyrus II, roi d'Anshan et descendant de Teispès et d'Acheménès. Les sources babyloniennes (le Songe de Nabonide et la Chronique de Nabonide) et grecques ne s'accordent pas sur la responsabilité du conflit. Si Hérodote présente la marche contre Ecbatane du fait de Cyrus, la Chronique indique qu'Astyage « mobilis[e] [son armée] et il march[e] contre Cyrus, roi d'Anshan, en vue de la conquête. » Toujours est-il qu’il s’ensuit une guerre médo-perse de plusieurs années.
Astyage a placé Harpage à la tête de l’armée mède : ce dernier trahit son souverain et exhorte l’armée à faire de même lors de la première bataille, qui voit une victoire des armées perses. Cependant, contrairement à ce que prétend Hérodote (I, 130), cette bataille ne suffit pas à emporter la décision. Selon Ctésias (utilisé par Diodore, IX, 23), Astyage renvoie alors ses officiers, en nomme de nouveau et prend lui-même en main la conduite de la guerre. Selon Nicolas de Damas et Polyen (VII, 6–9), les combats sont violents en Perse, particulièrement près de Pasargades. Cependant, Cyrus finit par retourner la situation et remporte la victoire. Il se lance alors dans la conquête de la Médie, et Ecbatane finit par tomber vers 550.

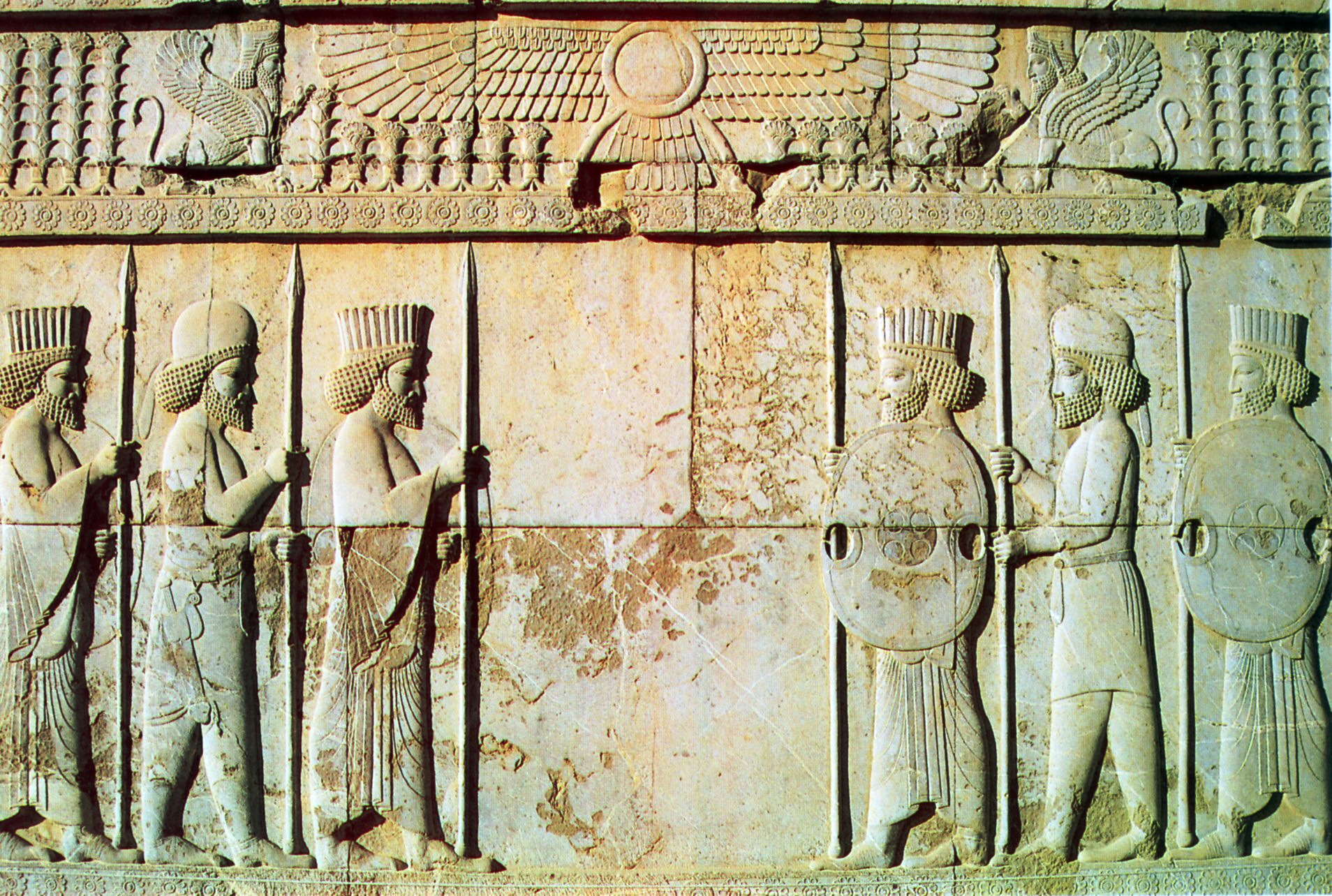
Soldat perse (à droite) et soldat mède (à gauche)

On ne connaît pas précisément les campagnes que mène Cyrus dans les années suivant sa victoire sur Astyage. Mais c’est probablement vers 547 que Crésus, roi de Lydie, attaque l’empire perse 
La volonté de conquête s’ajoute à ces motifs de prudence : Hérodote explique plus loin que « Crésus partit donc avec son armée pour la Cappadoce, afin d’ajouter ce pays à ses États (…) et par le désir de venger Astyage, son beau-frère ». Le Lydien s’est préparé en interrogeant l’oracle de Delphes lequel, comme à son habitude, a fourni une réponse ambiguë, lui assurant que « s’il entreprenait la guerre contre les Perses, il détruirait un grand empire » et lui conseillant de rechercher « l'amitié des États de la Grèce qu’il aurait reconnus pour les plus puissants ». Aussitôt, Crésus avait noué un traité d'alliance avec Sparte.
La contre-attaque de l’armée perse ne se fait pas attendre. Lorsque Cyrus arrive en Cappadoce, il propose à Crésus de devenir satrape de Lydie, autrement dit d’accepter la domination perse, mais celui-ci refuse. Crésus est confiant, car il a passé des alliances non seulement avec Sparte mais aussi avec l’Égypte d’Amasis et Babylone — mais celle-ci n’intervient finalement pas dans le conflit. De son côté, Cyrus a demandé aux cités grecques d'Ionie de faire défection, mais sans succès.
Après la bataille de la Ptérie, bataille qui eut lieu près de l'Halys en Cappadoce, Crésus, qui ne s’avoue pas vaincu, fait marche arrière. L’hiver venu, il démobilise son armée et espère pouvoir profiter de la mauvaise saison pour mettre sur pied une armée encore plus puissante. Contre toute attente, Cyrus lance son offensive en plein hiver ; après de nombreuses batailles, il finit par forcer Crésus à se réfugier dans sa citadelle de Sardes. Au quatorzième jour du siège, la ville tombe (probablement en 546).
Les cités grecques d’Asie mineure refusent quant à elles de se rendre, mais des révoltes à Babylone et en Asie centrale obligent Cyrus à rentrer en urgence à Ecbatane. Il confie la charge de lever les tributs à un Lydien, Paktyès ; celui-ci se révolte, rassemble les Lydiens et marche sur Sardes. Cyrus dépêche son général Mazarès pour régler l’affaire ; il finit par capturer Paktyès, et met complètement l’armée lydienne sous commandement perse. Mazarès commence à conquérir une à une les cités grecques ; puis, à la mort du général, Cyrus envoie Harpage achever la conquête, qui dure quatre ans.
Après son départ de Sardes, Cyrus se dirige vers la partie orientale de son empire ; malgré l’acte d’allégeance des peuples d’Asie centrale après le renversement d’Astyage, plusieurs tribus se sont en effet soulevées. On ne connaît pas la chronologie des nouvelles conquêtes que Cyrus accomplit, mais lorsqu’il marche sur Babylone en 540 se sont ajoutés à son empire la Parthie, la Drangiane, l’Arie, la Chorasmie, la Bactriane, la Sogdiane, le Gandhara, la Scythie, la Sattagydie, l’Arachosie et le Makran.

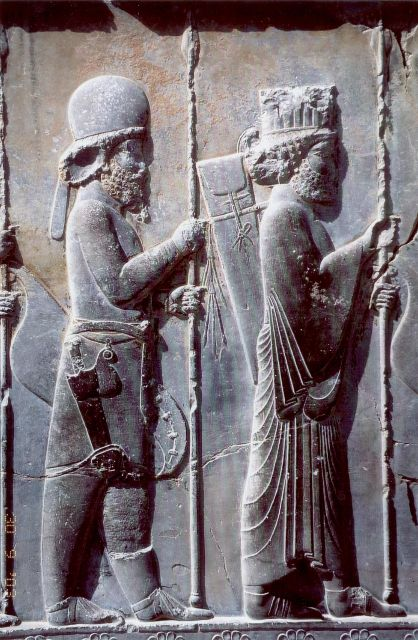
Détail de gardes mède (gauche) et perse (droite)

Le royaume néo-babylonien de Nabonide est le second grand rival de l’Empire perse constitué par Cyrus. De fait, les hostilités avec Babylone ont certainement commencé au cours des années 540 ; à la fin de cette décennie, la guerre ouverte éclate. Bénéficiant du soutien d’Ugbaru, gouverneur babylonien du pays de Gutium, l’armée de Cyrus remporte une première victoire à Opis (10 octobre 539), puis à Sippar, et enfin assiège Babylone où s’est retranchée l’armée du roi Nabonide. La ville est puissamment fortifiée, et dispose de suffisamment de réserves pour soutenir un long siège. Les Perses détournent alors le cours de l’Euphrate pour permettre à une petite troupe sous la conduite d’Ugbaru de s’emparer des citadelles, alors que les Babyloniens célèbrent une grande fête religieuse. Quatre jours plus tard, le 12 octobre 539, Cyrus fait son entrée dans la ville.
Lorsque Cambyse, fils et successeur de Cyrus, dirige son armée vers l'Égypte en 525, le pays est dans une situation critique. Amasis est mort l'année précédente, Psammétique III lui a succédé. Deux alliés de poids lui ont fait défaut : Polycrate de Samos, le maître tout puissant des Cyclades a rejoint Cambyse, ainsi que Phanès d'Halicarnasse, un important mercenaire, chef des troupes cariennes du pharaon, et ayant une grande connaissance de l'Égypte, en particulier des voies d'accès.
Après avoir conquis Gaza au passage, qui servira de tête de pont à toutes les campagnes vers l'Égypte, l'armée perse traverse le Sinaï avec l'aide des tribus arabes. L'armée égyptienne s'est massée à Péluse, porte d'entrée de l'Égypte. Après un long siège, les Égyptiens sont obligés de se retirer à Memphis, où ils sont de nouveau assiégés. La ville finit par tomber, Psammétique III est capturé et Cambyse pénètre en vainqueur dans la capitale.
Comme Cyrus avec l'empire mède, Cambyse reprit à son compte les conquêtes en cours de l'Égypte vers la Libye et la Cyrénaïque, et vers l'Éthiopie. La Libye et Cyrène se soumirent sans combattre, par contre la campagne vers l'Éthiopie fut un échec. Les troupes phéniciennes de l'armée perse refusèrent de s'attaquer à Carthage, et l'expansion de l'empire perse sous Cambyse s'arrêta là.
Après une période d'instabilité, un général de Cyrus II, Darius Ier réussit à prendre le pouvoir. Les conquêtes de Darius vont se porter vers l'ouest de l'empire; elles apparaissent comme un effort de consolidation et de sécurisation des frontières héritées de Cyrus et Cambyse, plutôt que comme une volonté d'expansion.
Le premier territoire conquis, vers -519, est Samos, qui n'intègre cependant pas l'empire mais est confié au tyran Syloson, obligé de Darius. C'est la première incursion des Perses dans la mer Égée.
En -513, à la suite d'une guerre civile à Cyrène, la plus grande partie de la Libye est soumise.
Également en -513, Darius prend en personne la tête d'une expédition vers la Scythie, dont l'objectif final reste incertain. Selon Hérodote (IV, 87), elle rassemblait 700 000 hommes, accompagnés de 600 navires, les effectifs étant principalement fournis par les cités de l'Hellespont. La flotte se dirige vers le Danube, tandis que Darius soumet une partie de la Thrace et les Gètes. Rejoignant la flotte à l'embouchure du Danube, l'armée s'enfonce en territoire scythe, mais les populations locales, très diverses, résistent tout en refusant l'affrontement ouvert. Darius est finalement obligé de battre en retraite, le Danube marquant ainsi une frontière définitive de l'empire perse. Sur le chemin du retour, la conquête de la Thrace est achevée. Devant la menace, la Macédoine se soumet sans combat et devient un protectorat.
En -500, à la suite de l'appel à l'aide de tyrans de Naxos chassés par leur peuple, le tyran de Milet, Aristagoras propose au satrape Artaphernès de prendre Naxos, et de là, les Cyclades et l'Eubée. L'expédition est approuvée par Darius, mais des dissensions dans le commandement la font échouer, et pour éviter le châtiment du Grand Roi, Aristagoras se rebelle, déclare l'Ionie indépendante et impose l'isonomie. Il obtient le soutien d'Athènes, qui envoie 25 navires. La première attaque a lieu en -499 contre Sardes, qui est incendiée mais l'acropole reste imprenable ; les rebelles subissent une lourde défaite près d'Éphèse, et Athènes retire son soutien. Cependant, le soulèvement se propage dans toute la région, de Byzance à la Carie et à Chypre. Après quelques premiers succès contre l'armée perse, le rapport de force s'inverse et les cités retombent aux mains des Perses l'une après l'autre. Aristagoras meurt dans un combat contre les Thraces. La flotte ionienne est finalement vaincue à Ladé en -494, et Milet tombe. Les Perses se montrent impitoyables envers les vaincus.
En -493, Darius envoie son gendre Mardonios en Asie Mineure, d'où il intègre la Macédoine à l'empire, ainsi que les Bryges et Thasos.
La conquête de la Grèce se prépare dès -491, pour laquelle toutes les cités d'Asie Mineure sont mises à contribution ; le premier objectif semble être la capture des îles de la mer Égée : Naxos tombe en -490, puis Délos, Karystos, et l'Eubée. La domination perse sur la mer Égée est ainsi complète. La deuxième partie sera rapidement interrompue : les Perses débarquent dans la plaine de Marathon, où ils sont écrasés par les Grecs coalisés menés par les Athéniens, et doivent battre en retraite. Le peu d'insistance des Perses montre que l'objectif principal de cette expédition était bien la mer Égée et non la Grèce continentale.
L'empire perse a alors atteint son extension maximale.

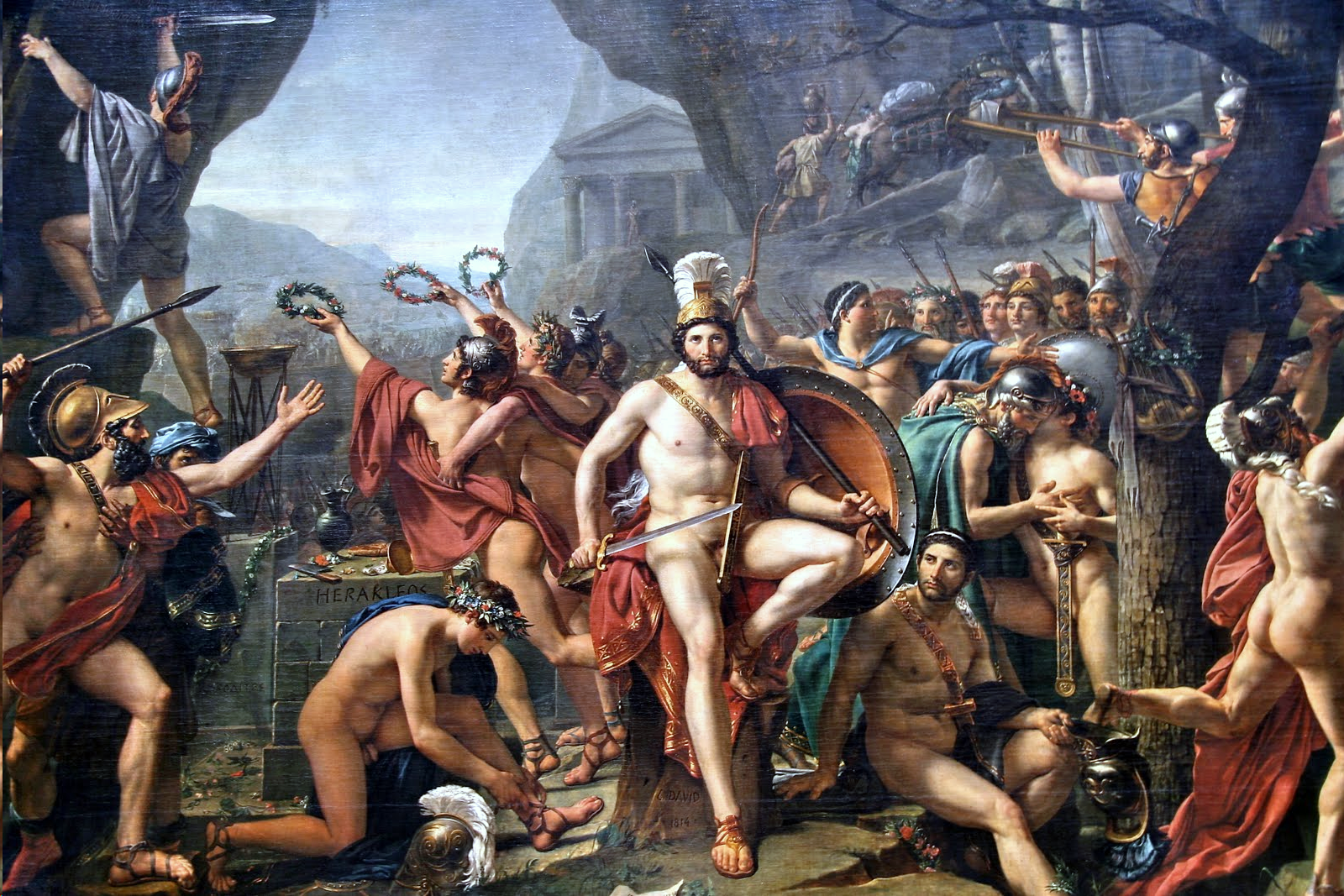
Léonidas aux Thermopyles, par David

À la mort de son père Darius, Xerxès participe à des campagnes en Égypte (484 av. J.-C.) et à Babylone (482 av. J.-C.).
Il relance ensuite à nouveau le projet d'une campagne militaire dirigée contre la Grèce. Il soumet l'Égypte révoltée, puis reprend les desseins de son père contre la Grèce (-480) : il fait des levées en masse, parvient à rassembler plus d'un million d'hommes (chiffre très vraisemblablement exagéré), équipe en même temps une flotte de plus de 1 200 voiles, destinée à longer le littoral de la mer Égée, jette un pont de bateaux sur l'Hellespont pour franchir ce détroit et dans sa folie fait, dit-on, fouetter la mer pour la punir d'avoir rompu ce pont.
Il perce l'isthme qui unissait le mont Athos au continent pour donner passage à sa flotte, reçoit la soumission de la Macédoine et de la Thessalie, est longtemps arrêté devant les Thermopyles que défend Léonidas et ne les franchit qu'après avoir perdu 20 000 hommes. Il prend Thèbes, Platée, Thespies, entre sans résistance dans Athènes, qu'il livre aux flammes, mais voit sa flotte anéantie, par Thémistocle à Salamine (-480).
Il regagne l'Asie et laisse le commandement de ses troupes à Mardonios. L'année suivante, ses troupes sont encore battues à Platée et à Mycale. Il se retire à Suse et ne participe plus aux combats ultérieurs. L'Empire commence alors lentement à décliner tandis qu'en Grèce la Macédoine commence à devenir un état puissant.

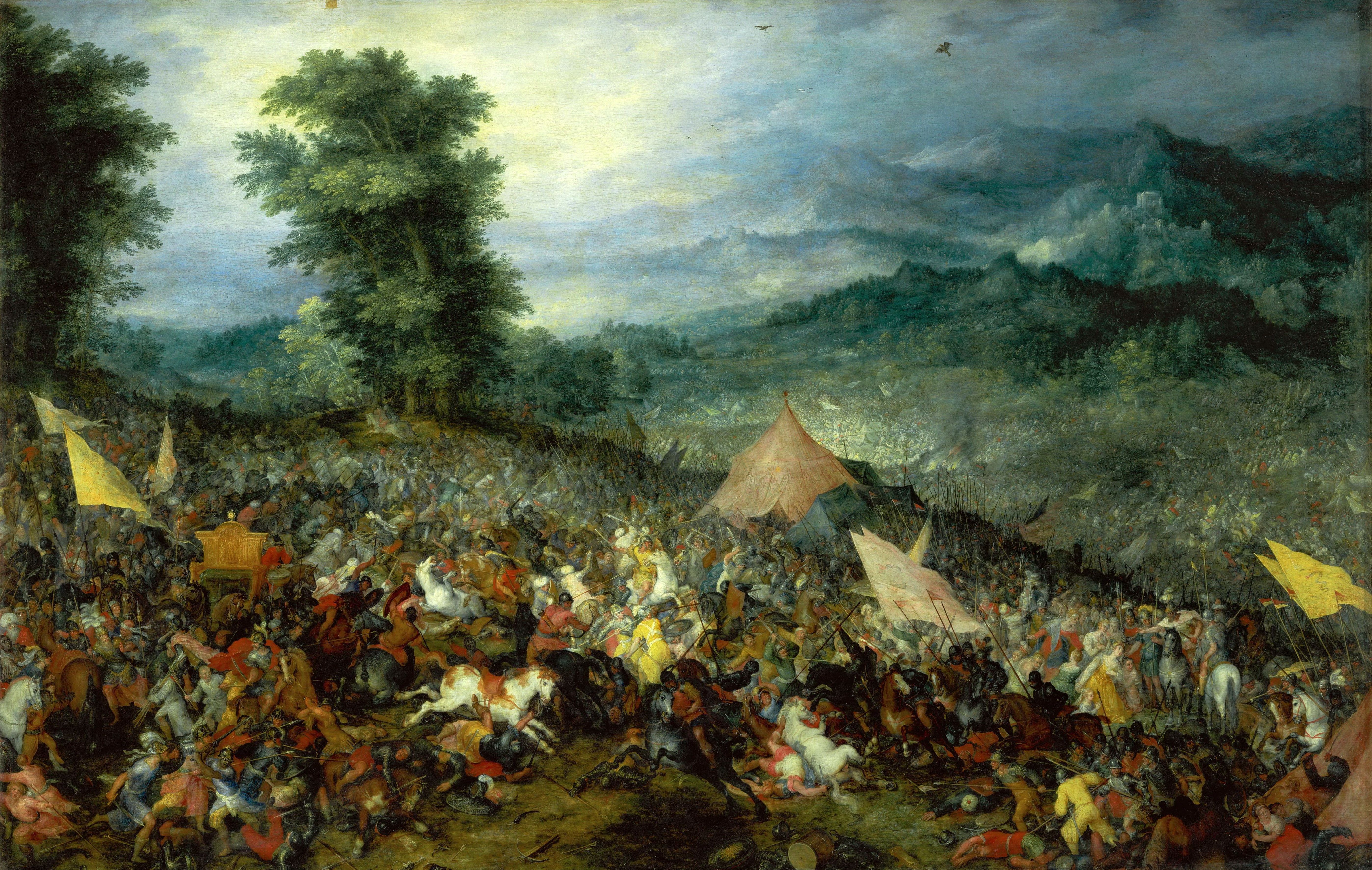
La Bataille de Gaugamèles, par Brueghel

C'est Alexandre le Grand qui va provoquer la chute de l'Empire perse. Après la bataille du Granique et la Bataille d'Issos remportée par les troupes d'Alexandre, l'ultime confrontation avec Darius III, dernier Grand Roi de Perse, va s'engager à la bataille de Gaugamèles.
C'est probablement au cours de cette bataille qu'a lieu la première confrontation des Européens avec des éléphants de guerre. Les quinze mastodontes, placés au centre des lignes perses, font une telle impression sur les troupes macédoniennes, qu'Alexandre sent la nécessité de sacrifier à la déesse de la peur Nyx avant la bataille.
Alexandre gagne le combat en prenant soin de placer sa cavalerie loin des éléphants. Après sa conquête de la Perse, Alexandre a compris l'intérêt d'utiliser les éléphants et en a incorporé un certain nombre dans son armée. Cinq ans après, dans la bataille de l'Hydaspe, bien qu'il n'ait pas eu ses propres éléphants avec lui, Alexandre sait comment combattre face à des troupes comportant des éléphants de combat.
La victoire des troupes d'Alexandre le Grand et son entrée dans Babylone capitale de l'Empire marquent la fin de l'Empire achéménide.

## Empire Séleucide

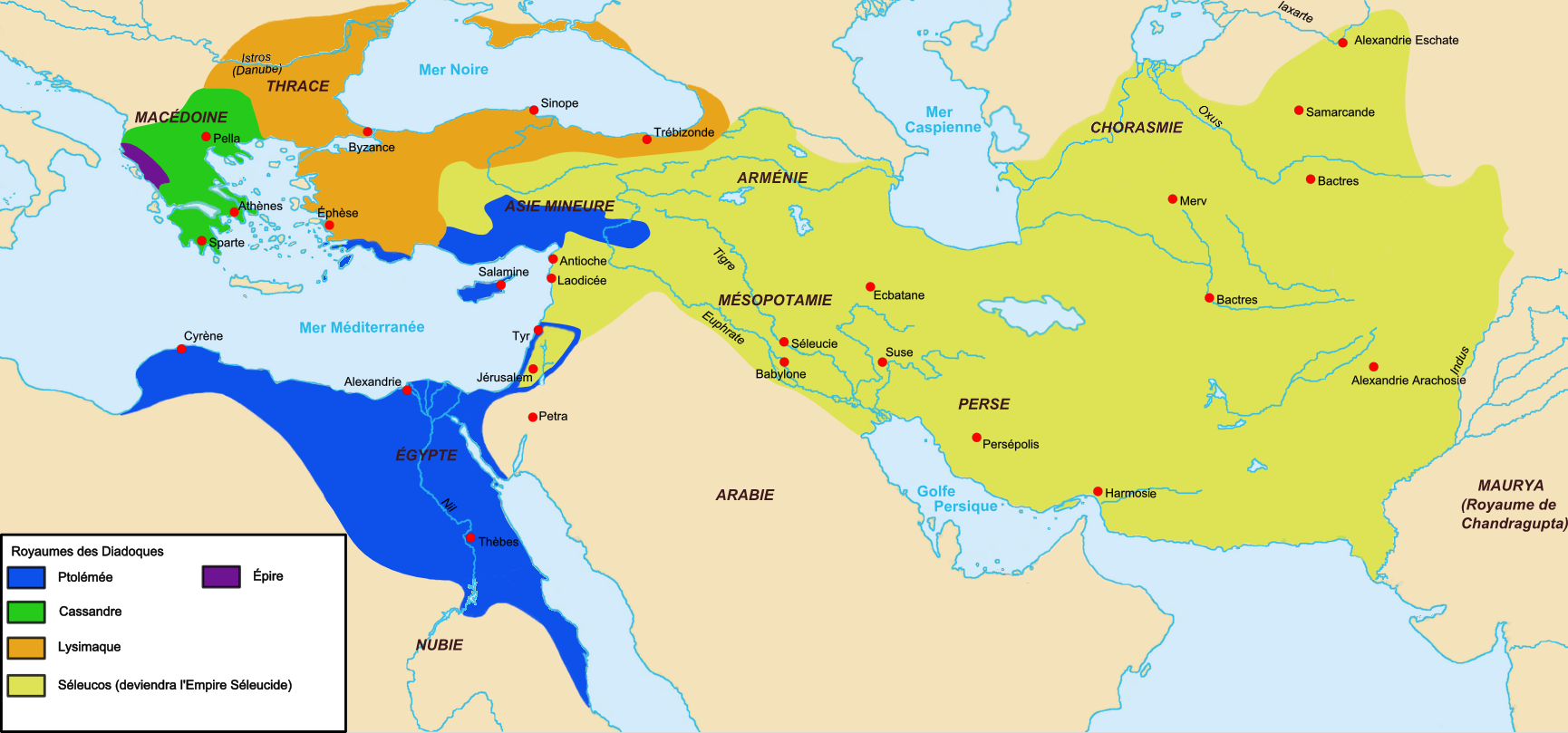
carte des États successeurs de l'Empire d'Alexandre : les diadoques Ptolémée, Cassandre, Lysimaque et Séleucus règnent séparément; l'Épire redevient indépendante.

Les Séleucides sont une dynastie issue d'un des généraux d'Alexandre le Grand, général qui à la mort de celui-ci se tailla un royaume composé de la majeure partie de l'empire d'Alexandre, allant de la Méditerranée à l'Indus. Ils ont régné de 305 av. J.-C. à 64 av. J.-C..
Au décès d'Alexandre le Grand, le 23 juin 323 av. J.-C., mort sans laisser d'héritier valable (un enfant encore à naître et un demi-frère psychologiquement fragile), son empire est partagé entre ses quatre plus proches généraux. Ils prennent le titre de diadoques, ce qui signifie les « héritiers ».
L'un d'eux, Séleucos Ier Nicator s'empare de la partie asiatique de l'empire d'Alexandre. Il fonde sa future capitale, Séleucie (ce sera ensuite Antioche, même si la chronologie reste controversée), située sur la Méditerranée.
L’armée séleucide était constituée de très nombreux corps au recrutement et aux missions variables. L’armée régulière était recrutée parmi la population du royaume. Son noyau était la fameuse phalange. Les contingents indigènes étaient fort nombreux et étaient conduits au combat par leur dynastes et chefs traditionnels.
La Phalange était le corps d’armée gréco-macédonien par excellence de l’armée séleucide. Elle était directement issue, par la tactique qu’elle employait et les armes qu’elle utilisait, de la phalange d’Alexandre le Grand.
Parmi les corps d’élite de l’armée séleucide, les éléphants occupaient une place de choix. Ces animaux étaient une des originalités de l’armée séleucide. C’est en effet en 302 av. J.-C. que Séleucos, un peu avant la bataille d’Ipsos, reçut du roi indien Chandragupta un troupeau de 500 éléphants, en échange des territoires conquis par Séleucos sur ce dernier.
Si Antioche-sur-l’Oronte était la capitale politique incontestée du royaume, Apamée fut la principale ville militaire de l’Empire. C’est là où, d’après les auteurs anciens, en particulier Polybe, se réunissaient les armées à la veille d’une expédition militaire.
La dynastie s'éteint en -64, avec Antiochos XIII Asiaticus, détrôné par Pompée qui réduit la Syrie, dernier reliquat du royaume séleucide, en province romaine.
Tandis qu'en -249, la Parthie dirigée par la dynastie arsacide se détacha de l'Empire séleucide.

## Empire Parthe

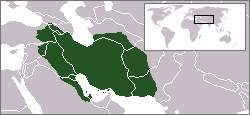
Extension maximale de l'Empire parthe, vers -60

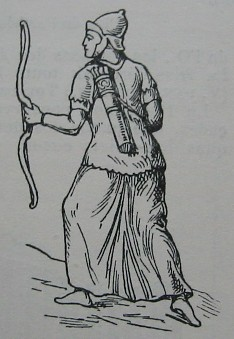
Reproduction d'un archer parthe comme représenté sur la colonne de Trajan.

La puissance des débuts de l'empire semble avoir été surestimée par certains historiens anciens, qui ne surent pas clairement séparer l'empire ultérieur, très puissant, de ses origines plutôt obscures.
À l'origine, deux frères nommés Arsace et Tiridate se rendirent indépendants de la domination séleucide dans des zones reculées de l'Iran septentrional vers 250 av. J.-C. Antiochos III soumet à nouveau les Parthes à l'empire Séleucide en 206 av. J.-C. C'est seulement à partir de la seconde moitié du IIe siècle av. J.-C. que les Parthes, descendants des Scythes, profitèrent de la faiblesse croissante des Séleucides pour contrôler progressivement tous les territoires à l'est de la Syrie. Ayant grignoté l’empire Séleucide (Anatolie) et ses autres voisins. Il devient le concurrent de Rome dans l'est de la Méditerranée.
À partir du Ier siècle av. J.-C., les Parthes interviennent fréquemment dans la politique de la Méditerranée orientale et s'opposent aux Romains. Ils acquièrent leur respect lorsqu'ils parvinrent à détruire l'armée de Crassus en 53 av. J.-C. S'étant emparés de la majeure partie de l'ancien empire perse, les Parthes deviennent les plus grands ennemis de Rome. Cette dernière tenta mais en vain de détruire leur empire par des invasions (par exemple sous Trajan).
Elle n'y parvint pas, bien que ces incursions les aient probablement considérablement affaiblis.
La dynastie parthe de Perse a occasionnellement employé des éléphants de guerre contre l'Empire romain.
On sait peu de choses des Parthes : ils n'avaient pas de littérature propre et leur histoire écrite se résume donc aux descriptions partiales de leurs conflits avec les Romains, les Grecs et l'empire chinois. Leur force était une combinaison des tactiques de harcèlement propre à une tribu de cavaliers nomades avec l'organisation nécessaire à l'établissement d'un vaste empire, bien que ce dernier n'ait jamais atteint la puissance des deux empires perses. Les royaumes vassaux des Parthes semblent avoir constitué une grande partie de leur territoire. Les cités grecques (Séleucie du Tigre) disposaient d'une certaine autonomie.
L'armée parthe a utilisé des Cataphractaires dans ses rangs.
D’origine sarmate, elles marquent un changement d’orientation par rapport au type de combat qui l'a précédé.
Traditionnellement les peuples steppiques des alentours de la mer Noire étaient avant tout des archers à cheval (Scythes, Parthes). Après une intense préparation d’archerie (par passes successives) la composante noble de la cavalerie (protégée par une armure d’écaille) pouvait charger pour finaliser la victoire.
Le principe d’utilisation des cataphractaires est différent, les passes d’archers servent à préparer la charge de la cavalerie lourde. L’arme principale n’est plus la cavalerie légère armée de l’arc, mais la cavalerie lourde. Autre différence fondamentale, la cavalerie lourde fut armée de longues lances (4 m à 4,5 m) que le cavalier devait tenir à deux mains (une arme de cette taille demande les deux mains ou une main et un support fixé sur une cuirasse rigide (le faucre du Moyen Âge)). Cette nouveauté donnait au cavalier une allonge suffisante pour toucher un adversaire armé d’une lance.
Comme technique de combat, on peut citer le tir parthe qui est une technique de tir à cheval utilisée autrefois par les Parthes et d'autres peuples d'Asie Mineure ou d'Asie centrale.
L'archer fuit au galop, se retourne, pivotant ainsi de 180°, et décoche sa flèche sur l'ennemi situé derrière lui.
La dynastie des Arsasides prend fin à la bataille de Hormizdaghan au cours de laquelle le dernier roi parthe Artaban V est tué par les armées du futur fondateur de l'Empire Sassanides, Ardachîr Ier.
Après leur défaite, les Parthes, alors constitués d'une petite classe de nobles, semblent avoir disparu en laissant peu de traces.

## Ère sassanide

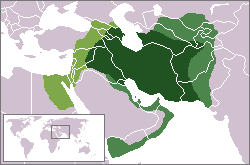
L'empire Sassanide de 602 à 629. Les territoires hachurés sont contrôlées militairement par les Sassanide.

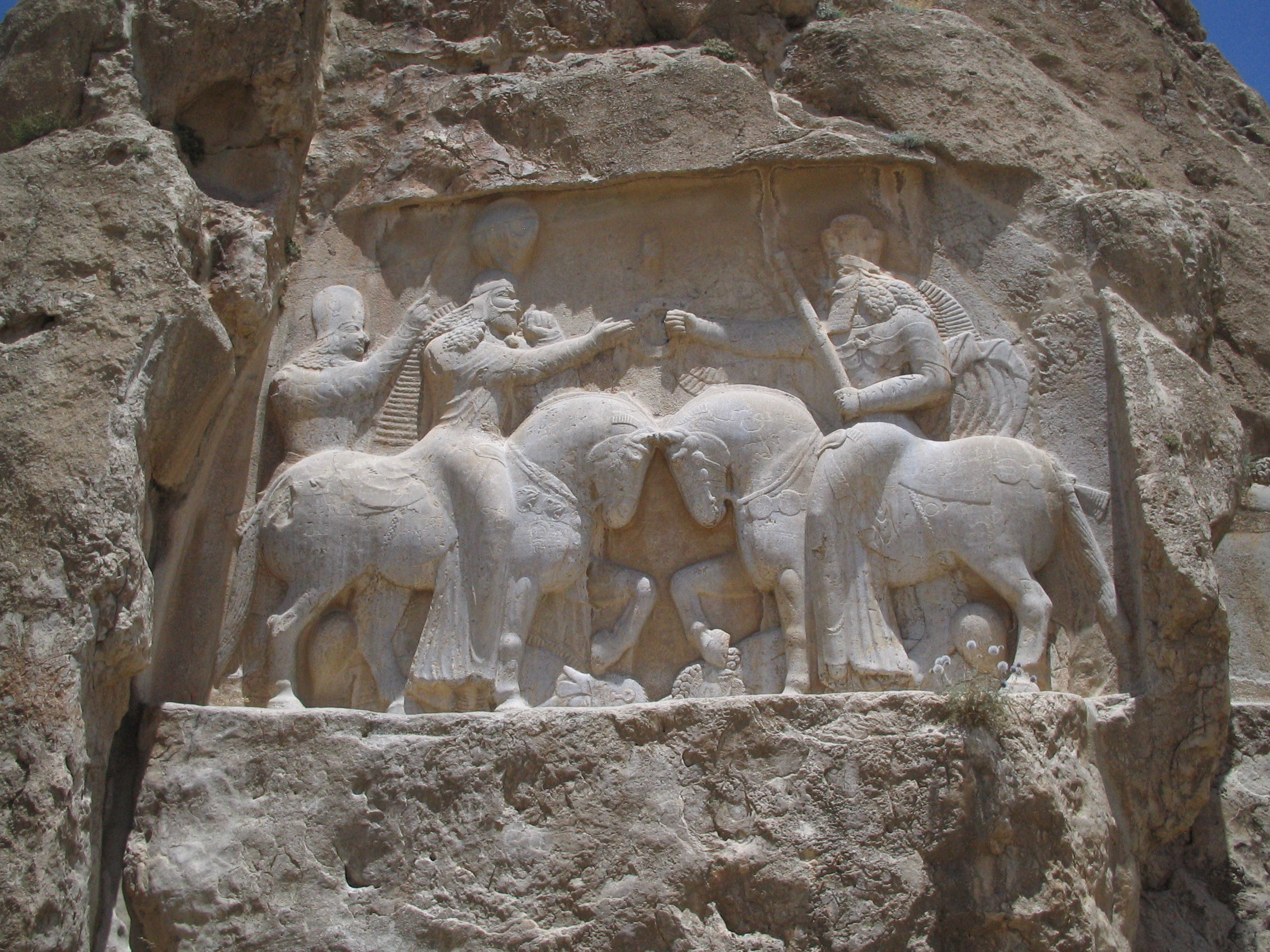
L'investiture d'Ardashir I à Naqsh-e Rustam

Sassan, le fondateur de la dynastie sassanide, plus ou moins légendaire, était prêtre du temple d’Anahita à Istakhr et se proclamait descendant de Darius III, l'un des derniers souverains perses achéménides. Toutefois, c'est en 224, avec la victoire de son successeur, Ardashir, sur le dernier roi parthe Artaban IV, que débute réellement la période sassanide. Ayant rapidement conquis le territoire parthe, Ardachir se fait couronner en 226, et meurt en 241.
La naissance de l’Armée sassanide ((en persan : لشگر ساسانيان, Læškar-e Sāsānīyān)) remonte à l'ascension aux trônes de Ardachir Ier. Celui-ci planifie un plan militaire clair dans le but de faire revivre l'Empire perse en formant une armée standard qui sera uniquement sous son commandement personnel et de ses officiers. Les satrapes, les princes locaux et la noblesse n'y exerceront plus aucune autorité sur celle-ci. Il restaure l'organisation militaire Achéménides, retient la cavalerie parthe, et emploie de nouveaux types d'armures et d'armes de siège. Ceci sera le début d'une armée qui le servira lui et ses successeurs pendant plus de 400 ans et qui fera des Sassanides, avec l'Empire romain et plus tard Empire byzantin, les superpuissances de l'Antiquité tardive. Cette armée défendra l'Eranshahr (Iran) de l'Est contre les nomades du centre de l'Asie comme les Hephthalites et les Turcs et de l'Ouest contre l'Empire romain et plus tard l'Empire byzantin.

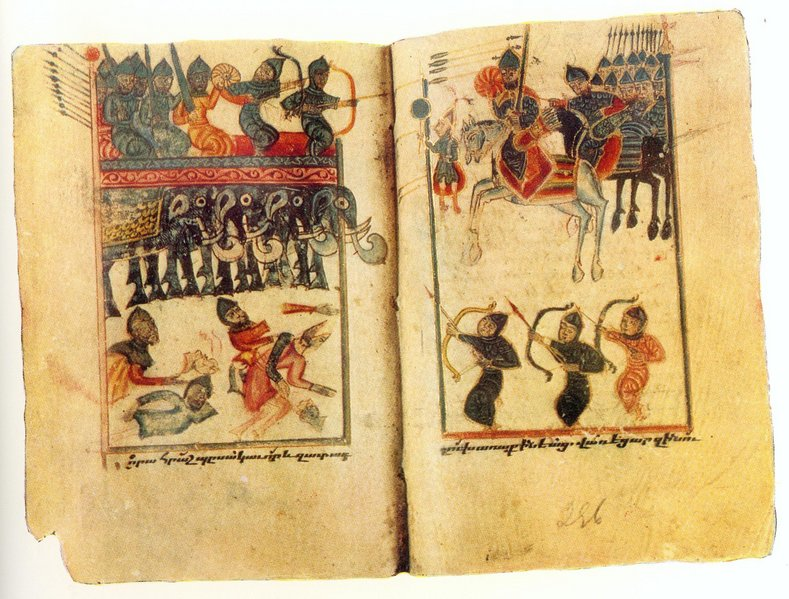
Miniature arménienne médiévale représentant les éléphants de guerre des perses sassanides dans la bataille d'Avaraïr

Néanmoins, de nombreux problèmes se rencontrent sur les frontières occidentales comme orientales. À l’est, l'expansion progressive des sassanides provoque des soulèvements chez les nomades Kouchans, qui refusent de céder leur territoire, et engagent de nombreuses batailles avec les Sassanides. Un peu plus tard, à la fin du IVe siècle, ce seront les Huns, Chionites puis Kidarites, qui déferlent sur l'Iran, et se fixent finalement en Transoxiane et au Gandhara.
Mais le monde romain lui aussi s'accommode mal de l'arrivée au pouvoir d'une dynastie qui ne cherche qu'à s'étendre, et des conflits incessants ont lieu entre ces deux puissances. On peut ainsi noter la victoire de Chapour Ier sur Valérien en 260, qui fut suivie de revers et d'autres victoires, avant d'aboutir finalement à un traité de paix en 384 entre Théodose et Chapour III : face à la menace des Huns, les romains décident de payer les sassanides pour que ceux-ci protègent le Caucase et bloquent les peuples d'Asie centrale.
On peut aussi mentionner les nombreuses luttes contre les Arascides, l'une des petites dynasties de la plaine arabique, qui côtoie de nombreux bédouins.
Au Ve siècle, les menaces sur la frontière orientale, notamment de la part des Hephtalites, se font plus fortes. Si Vahram V Gur (421-438) parvient à obtenir une victoire, Peroz, est fait prisonnier cinquante ans plus tard, en 476, et durant toute la fin du Ve siècle, les Sassanides restent tributaires des Héphtalites. De plus, des troubles dus à un état économique moins florissant qu'auparavant et à une religion rigoureuse éclatent, en particulier au début du VIe siècle, sous le règne de Kavad IIe.
À partir du règne de Khosrow Ier Anushirvan (« à l’âme immortelle »), appelé Chosroès par les Grecs, des réformes mettent en place un nouveau système d’impôts, qui fut plus tard repris par les Arabes. Le pouvoir est désormais confié à une petite noblesse, plutôt qu'à de grands propriétaires. L'empire s’étend sur l'Arabie méridionale, permettant le contrôle du commerce entre Byzance et l’Extrême-Orient (Inde, Chine). Les victoires qui mettent fin à la domination des Hephtalites, entraînent également une expansion importante vers l'est, jusqu’à l’Oxus.
Sous Khosrow II Parwiz (le triomphant), l'expansion territoriale se poursuit, avec l'annexion de la Syrie, de l’Égypte et de la Palestine. Mais la contre offensive d’Héraclius mène finalement au pillage de la résidence royale de Dastajird, puis à l'assassinat de Khosrow à Ctésiphon.
Le règne de Kavad II, marqué par un traité de paix avec Byzance, qui induit un repli sur le territoire de Khosrow Ier, marque la fin de l'apogée des sassanide, et le début d'une anarchie qui ne s'achève qu'avec la conquête arabe. En 637 la prise de Ctésiphon puis en 642 la défaite de Nehavend marquent la fin de l'empire. Yazdgard III s’enfuit à Merv puis Balkh, et finit par être assassiné. La dynastie survécut cependant quelque temps, réfugiée à la cour de Chine.

## Conquête islamique de la Perse (637 à 651)

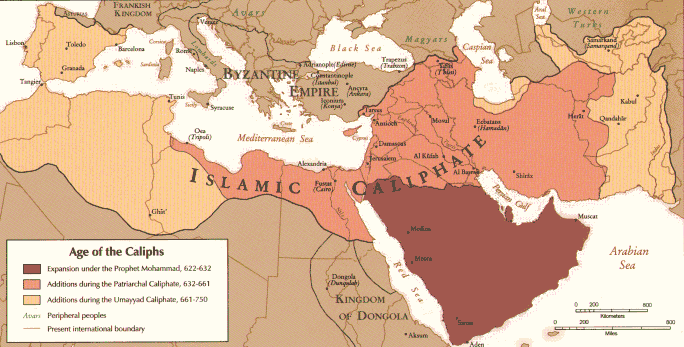
La conquête islamique de la Perse.

Au moment de la mort de Mahomet en 632, la plupart de ce qui est maintenant l'Arabie était unifiée sous la bannière de la religion nouvelle qu'était l'islam. Cependant, les nomades ou villageois arabophones se sont aussi fondu ou se sont installés aux confins de la steppe syrienne. N'importe quel régime qui voulait unifier tous les Arabes devrait conquérir la steppe syrienne. Au temps du successeur de Mahomet, Abou Bakr, le premier calife, les musulmans ont d'abord ré-établi leur pouvoir sur l'Arabie (guerres de Ridda) et lança ensuite des campagnes contre les Arabes restants en Syrie et en Palestine.
Cependant, une collision s'opéra avec les empires byzantins et sassanides, qui se disputaient ses territoires depuis des siècles. Les guerres sont donc vite devenues une question de conquête plus qu'une question de consolidation des tribus arabes.
La chute de la politique sassanide après la mort de Khosro II laisse les iraniens dans une position de faiblesse vis-à-vis des envahisseurs arabes. Au début, les musulmans ont essayé de consolider leur mainmise sur les territoires en bordure du désert et les arabes Lakhmides. La ville frontalière de Al-Hira tomba aux mains des musulmans en 633.
Les Sassanides s'étaient réorganisés sous l'autorité d'un nouveau roi, Yazdgard III et contre-attaquèrent. Ils ont gagné une victoire importante à la bataille du pont en octobre 634.
Après une victoire décisive des musulmans sur les byzantins, en Syrie à la bataille du Yarmouk en 636, le second calife, Omar, put transférer des troupes à l'est et reprendre l'offensive contre les sassanides.
Aux alentours de l'année 636, Rostam Farrokhzād, conseiller et général de Yazdgard III (r. 632-651), mène une armée de 100 000 hommes au-delà de l'Euphrate à la bataille d'al-Qadisiyya, à côté de la ville moderne de Al-Hilla en Irak. Certains l'ont critiqué pour sa décision de faire face aux arabes sur leurs propres territoires - aux abords du désert - et ont dit que les persans auraient pu tenir s'ils étaient restés sur la rive opposée de l'Euphrate.
Le calife `Omar déploya 30 000 cavaliers arabes sous le commandement de Sa`d ibn Abī Waqqās contre l'armée perse. La bataille d'al-Qadisiyya s'ensuivit, pendant laquelle les iraniens ont d'abord dominé, puis le troisième jour de combats, l'avantage est passé aux musulmans. Les iraniens ont tenté de fuir. Le général persan Rostam Farrokhzād fut capturé et eut la tête tranchée. D'après les sources musulmanes, les pertes des iraniens ont été énormes, mais les Arabes ne perdirent que 7 500 hommes. La taille des forces en présence et la disparité des pertes peuvent être des exagérations ultérieures. Cette défaite va entraîner la conquête de la Mésopotamie puis de l'ensemble du plateau iranien par les Arabes ce qui va entraîner la chute de la dynastie sassanide.

## La chute des Omeyyades et l'avènement des Abbassides
Depuis la chute des Sassanides, la dynastie des Ommeyades règnent sur l'Iran. Mais vers la fin du règne de Umar ben Abd al-Aziz, des troubles commencent à éclater dans l'empire des Omeyyades et en particulier dans la province du Khorasan.
En 719, Muhammad ben `Alî ben `Abd Allah ben `Abbâs père de celui qui devint plus tard le premier calife abbasside As-Saffâh, commença à poser les premiers jalons du réseau qui parviendra à renverser les Omeyyades.
Au VIIIe siècle, le Khorassan, l’une des grandes provinces perses au nord-est du pays (qui comportait à l’époque le Tadjikistan, l’Afghanistan et le Turkménistan actuels) sous domination de l’Empire des Omeyyades, se rallie à la doctrine dissidente du chiisme pour s’émanciper de la domination arabe. Il devient ainsi un foyer d’opposition au pouvoir, et déclenche avec l’Irak en 748, une révolte qui va renverser la dynastie omeyyade.
Un jour de 750, la population de Koufa a été convoquée à la grande mosquée sans qu'on en connaisse la raison, Abû Salama al-Khallâl monta en chaire pour dire : « que tous ceux qui sont en état de prendre les armes viennent ici demain vêtus de noir. » Alors chacun comprit que celui qui serait élu pour abattre les Omeyyades ne serait pas un descendant d'Ali. Le lendemain Abû Salama al-Khallâl, avec le soutien d'Abû Muslim, fit élire par la foule Abû al-`Abbâs comme calife avec pour mission de renverser les Omeyyades. Les Abbassides adoptant la couleur noire devenant la couleur du « bien » contre le blanc la couleur des Omeyyades devenant le symbole du « mal ». Ce dualisme convenait assez bien aux Perses d'autant que le blanc était leur couleur du deuil.
Lorsque le calife omeyyade Marwân II apprit cela il fit saisir la famille d'Abû al-`Abbâs et les fit assassiner. Le Khorasan était déjà en dissidence et avec ce serment à Koufa l'Irak échappait à son tour aux Omeyyades, aussi Marwân envisagea-t-il de fuir vers l'Anatolie et de se mettre sous la protection du roi du pays de Roum. Il préféra s'enfuir en Syrie où il pouvait espérer compter sur des appuis.
L'armée omeyyade de Marwân rencontra l'armée du Khorasan dirigée par `Abd Allah ben `Alî un oncle d'Abû al-`Abbâs au sud de Mossoul au confluent de la rivière Zâb et du Tigre. La bataille dura deux jours, le deuxième jour ce fut la débandade pour l'armée de Marwân. De retour à Damas les habitants lui refusent l'entrée de la ville, il se dirige alors vers la Palestine et l'Égypte.
L'armée abbasside à la poursuite de Marwân, envahit la Syrie. À Damas les deux camps abbassides et omeyyades ont leurs partisans qui s'affrontent. Les partisans des abbassides l'emportent et ouvrent la ville aux troupes d'Abû al-`Abbâs. Finalement Marwân et sa famille furent rejoints et faits prisonniers. Puis, ils furent massacrés.
Les Abbassides, qui ont renversé les Omeyyades en 750, se sont en effet révoltés au nom des descendants de l'oncle de Mahomet, Al-Abbâs et des Hachémites, famille dont faisait partie Mahomet, acquérant un soutien à la fois des chiites et des sunnites. L’armée abbasside était à cette époque composée majoritairement de Khorasaniens ainsi que d’éléments arabes et était menée par un général iranien, Abû Muslim. Les Abbassides disposaient d’un soutien à la fois iranien et arabe.
Abû Muslim (700-755) perse issu d'une famille zoroastrienne, de son vrai nom `Abd er-Rahman ben Muslim était un sellier exerçant sa profession dans le Khorasan. Il prit son surnom de Abû Muslim au cours de la guerre civile opposant les Omeyyades aux partisans de la famille de Mahomet qu'ils soient les descendants de `Abû al-`Abbâs ou ceux de `Alî (743). Certains chiites croyaient qu'Abû al-`Abbâs était le mahdi attendu.
Bien qu'ayant été désigné par son frère Abû al-`Abbâs comme son successeur, Abû Ja`far al-Mansûr fut contesté par certains de ceux qui avaient mis son frère au pouvoir. Abû Muslim aida Al-Mansûr à se défaire de ses adversaires.
Mais Al-Mansûr fit tuer en sa présence Abû Muslim à coups de sabre, l'appelant à cette occasion “Abû Mujrim” (مخرم criminel ; délinquant). Après la mort d'Abû Muslim, un de ses amis habitant Nichapur voulut le venger en envahissant l'Irak. Arrivée à Ray cette armée fut défaite par l'armée abbasside.
Les Abbassides établirent par la suite leur capitale à Bagdad. Al-Mamun, qui détrôna son frère Amin et se proclama calife en 813, avait une mère iranienne et possédait donc un soutien important au Khorassan. Les Abbassides continuèrent les politiques centralisatrices de leurs prédécesseurs.
Sous le règne de son père Al-Mahdî, avait mené une campagne victorieuse contre une rébellion au Khorasan (760). Les califes abbassides perdent de plus en plus de pouvoir sur certaines de leurs provinces. C'est Al-Mamun, petit-fils d'Al-Mahdî, qui va sanctionner le démembrement de l'Empire en permettant la création des dynasties persanes musulmanes locales des Tahirides et des Samanides.

## Les dynasties persanes musulmanes

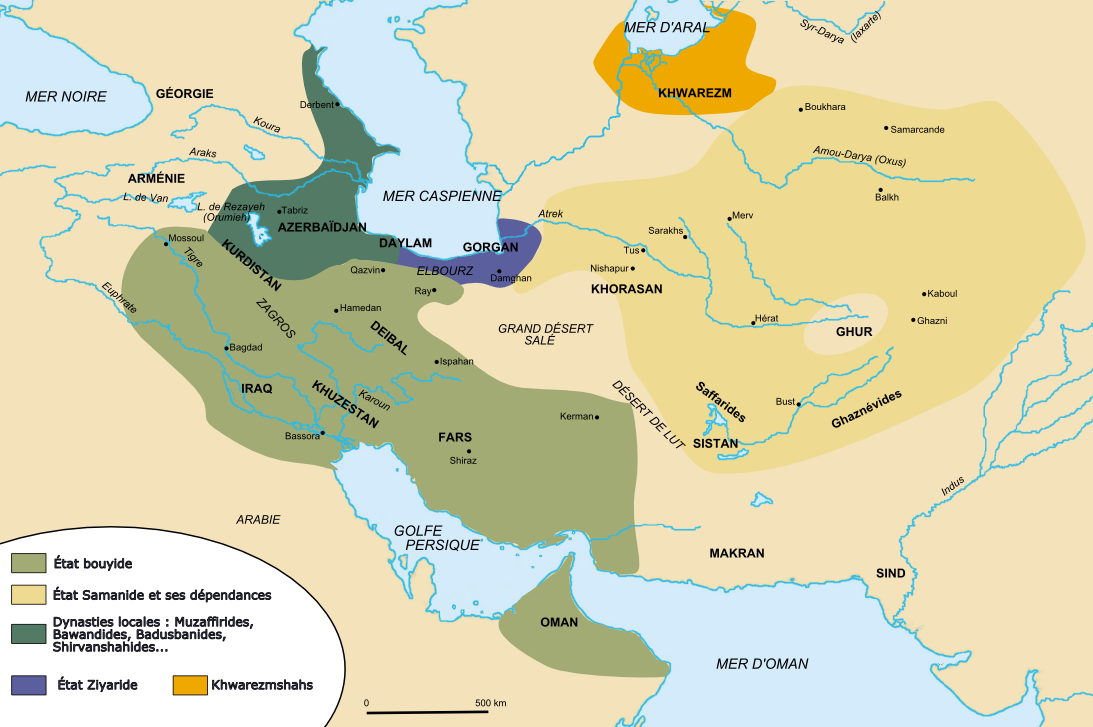
Carte de l’Iran vers l’an 1000

Les dynasties régnantes suivant les Abbassides descendent de tribus guerrières nomades turcophones qui se sont déplacées depuis l’Asie centrale vers la Transoxiane depuis plus d’un millénaire. Les califes abbassides avaient commencé à intégrer ces populations dans leurs armées depuis le IXe siècle. Peu après, le pouvoir des califes abbassides diminua, pour ne devenir que religieux alors que le vrai pouvoir tombait aux mains des guerriers. Au fur et à mesure que l’influence des califes diminuait, toute une série de dynasties indépendantes et locales ont fait leur apparition dans diverses parties de l’Iran, dont certaines avaient une influence et un pouvoir considérable. On peut citer parmi celles-ci les Tahirides du Khorasan (820-872), les Saffarides au Sistan (867-903) et les Samanides (875-1005), originaires de Boukhara. Les Samanides commencèrent à reconquérir l’Est de l’Iran (Khorasan, Afghanistan, jusqu’en Inde) et ont fait de Samarcande, de Boukhara et de Harat leurs capitales. La domination arabe sur la Perse se trouve remise en question quand la dynastie chiite iranienne des Bouyides (ou Buwayhides) s’empare de Bagdad en 945.

## Les dynasties turques musulmanes

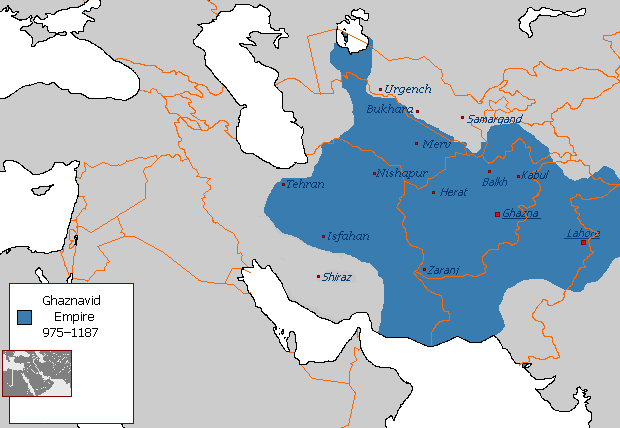
Frontière de l'empire Ghaznavide

Les Ghaznavides sont une famille militaire qui s'élèvent des Gardes-Esclaves turcs des Samanides, ce qui se révélera ultérieurement désastreux pour les Samanides. Profitant de la faiblesse de plus en plus importante des souverains Samanides et de l'influence croissante des ministres de la cour, le fondateur de la dynastie Alp Tigin essaya de prendre le pouvoir mais il échoua.
Mais c'est finalement Subuktigîn, un esclave de Alp Tigin qui lui succède et se proclame lui-même seigneur des territoires qui constituent à peu près l'Afghanistan actuelle et du Pendjab par ses conquêtes des territoires Samanide et Shahi, se libérant ainsi de la tutelle des Samanides. En 997, Mahmoud, le fils de Sebük Tigin, succède à son père après sa mort, et avec lui Ghazni et la dynastie Ghaznavide devient perpétuellement associée. Il complète les conquêtes sur les Samanide, les Shahi, le royaume ismaélien de Multan, des Sindis aussi bien que certains territoires Bouyides. C'est sous lui qu'eut lieu l'âge d'or et l'apogée de l'Empire ghaznevide. Mahmoud mène dix-sept expéditions à travers le nord de l'Inde en y établissant son contrôle et en y installant des états tributaires. Ces raides eurent pour conséquence la constitution d'un butin énorme résultat d'un grand nombre de pillage. Des frontières du Kurdistan à Samarkand, de la mer Caspienne au Yamuna, il y établit son autorité.
Mahmoud meurt en 1030, et son fils Mas'ud fut incapable de contrôler les territoires conquis et perd la Bataille de Dandanakan en 1040 contre les Seljoukides. Bien que cette défaite n'entraîna pas la chute des Ghaznévides, elle marqua par contre le début de leur déclin. Bien qu'il y eut un certain sursaut sous Ibrahim (1059-1099), l'empire n'atteindra plus jamais la même puissance et la même splendeur. Et les Ghaznevides furent bientôt éclipsée par les Seljoukides d’Iran.

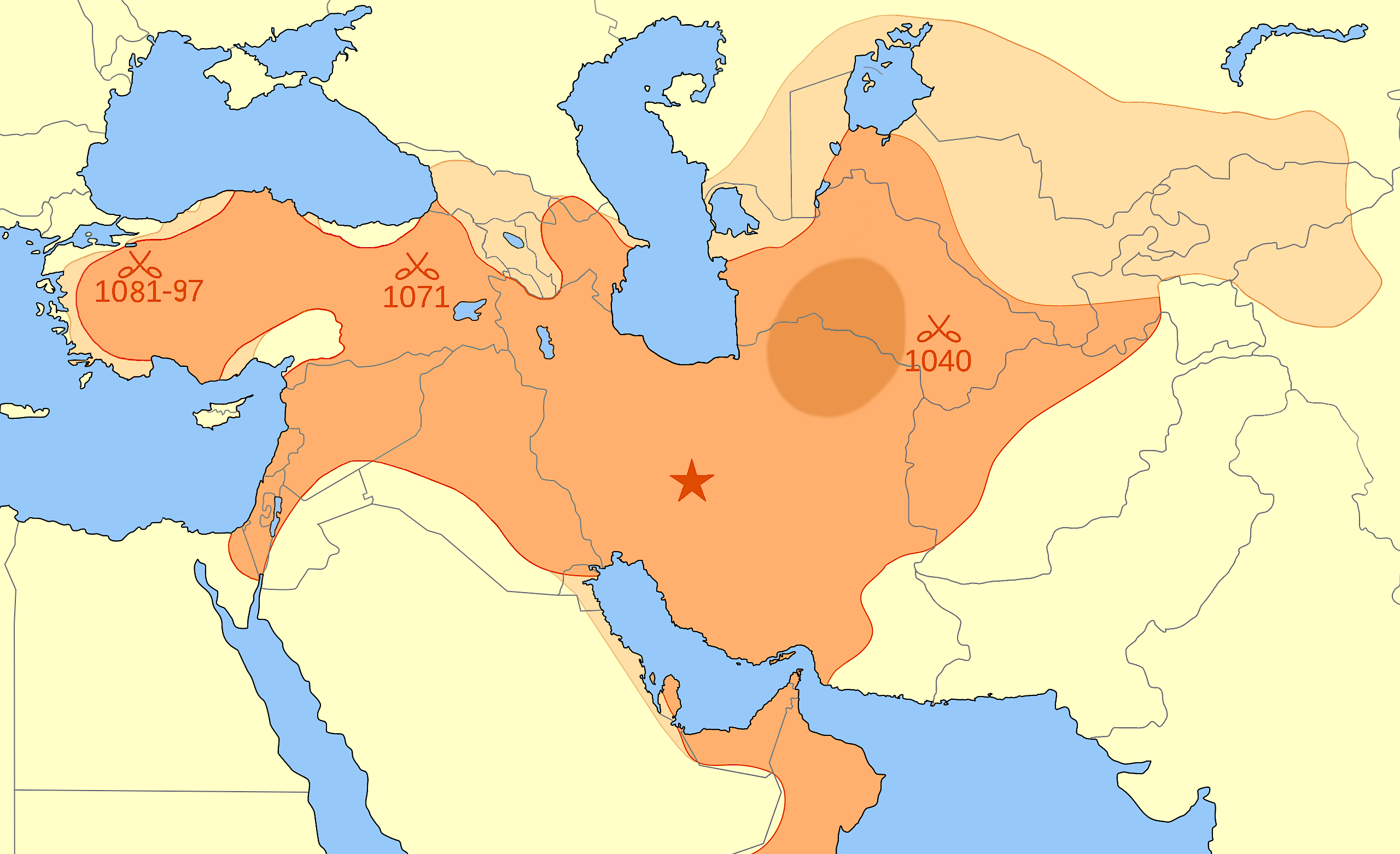
Empire seldjoukide à la mort de Malik Châh I, 1092.

La bataille de Dandanakan va permettre aux Seldjoukides de s'emparer tout d'abord du Khorassan, et de poursuivre leurs conquêtes à partir de cette base. En 1038, le petit-fils de Seldjouk, Tuğrul Bey, se proclama sultan de Nichapur, puis s'empara de Bagdad (1055), libérant le calife abbasside de la pression chiite de la dynastie des Bouyides. Celui-ci confirma son titre de sultan.
Une des menaces internes les plus sérieuses aux Seldjoukides fut celle posée par une secte secrète Ismaélienne ayant son siège à Alamut, entre Rasht et Téhéran. Ils ont contrôlé la région voisine pendant plus de 150 ans et envoyaient périodiquement des sectateurs renforcer leur puissance en perpétrant des assassinats politiques ; le vizir Nizam al-Malk fut une de leurs premières victimes. On les a appelés les Hashishiyya (qui s’est transformé en « Hashâchines » en Europe).
Le neveu de Tuğrul Bey, Alp Arslan (1063-1072) lui succéda, fondant et administrant le Grand Empire Seldjoukide à partir de sa capitale, Rayy (actuelle Téhéran). C'est sous son règne et celui de son fils Malik Shah Ier (1072-1092) que l'empire des Seldjoukides en Iran atteignit son apogée, grâce en partie à leur ministre persan, Nizam al-Mulk. En 1071, Alp Arslan vainquit l'empereur byzantin Romain IV Diogène à la Bataille de Manzikert (Malazgirt) au nord de Van. Ce faisant, il donnait naissance à une autre branche de la dynastie : celle des Seldjoukides de Roum, ou d'Anatolie. Cependant, dès la fin du règne de Malik Shah, en Iran, la guerre civile reprit le dessus. Le Khorassan échappa à la tutelle turque à la mort de Sanjar (1118-1157) dans une révolte des Oghouzes, tandis que les Atabeys (gouverneurs locaux) dirigeaient dans les faits l'Iran, l'Irak, la Syrie et la Jezirah, et que plusieurs lignées éphémères se créaient en Syrie et à Kerman. Le dernier sultan Seldjoukide d'Iran, Tuğrul ibn Arslan (1176-1194), mourut dans la guerre qu'il avait imprudemment déclenchée face aux shahs du Khwarezm. Ce qui se solda par la chute de la dynastie et la conquête de la Perse par ces derniers.

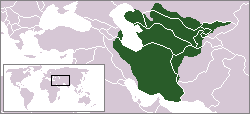
L'Iran à l'apogée de l'Empire Khwarezmid.

La montée du rapide Khwarezm au rang de grande puissance ne put se faire que par l’alliance de la dynastie avec les Kiptchak et les Oghouzes. Mais les campagnes et les razzias de ces derniers eurent des conséquences dévastatrices pour l’agriculture en Asie centrale et en Iran car, à côté des destructions liées aux guerres, beaucoup de champs furent transformés en pâturages pour les troupeaux des Kiptchak nomades.
La prospérité du royaume fut de toute façon de courte durée, car il provoqua une attaque des Mongols de Gengis Khan. En 1219, le gouverneur khorezmien d’Otrar sur le Syr-Daria fit assassiner une caravane de marchands-espions envoyés par Gengis Khan, et les ambassadeurs envoyés par celui-ci pour demander des explications connurent le même sort, ce qui déclencha une répression terrible.
En 1220, les Mongols conquirent l’Asie centrale, dont les grandes villes comme Samarcande, Boukhara, Merv et Nichapur subirent de sévères destructions. Ala ad-Din mourut en 1220 en fuyant, tandis que son fils Jalal ad-Din continuait depuis l’Azerbaïdjan la résistance contre les Mongols. Mais, à cause de ses razzias, il fut vaincu en 1230 par une coalition des Seldjoukides de Roum et des Ayyoubides. Avec l’assassinat de Jalal ad-Din en 1231, la dynastie des Khwârazm-Shahs prit fin.

## Les grandes invasions

Empire mongol.

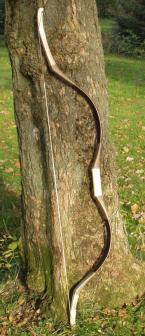
Arc hun utilisé par les Mongols

Après la mort de Malik Shah des seldjoukides en 1092, l’Iran est encore dirigé par des petites dynasties locales. Pendant ce temps, Gengis Khan rassemble des tribus mongoles et les amène à travers des raids dévastateurs à travers la Chine. Puis, en 1219, il tourne ses forces de 700 000 hommes vers l’ouest et dévaste rapidement Boukhara, Samarcande, Balkh, Merv et Nichapur. Avant sa mort en 1227, il a atteint l’Azerbaïdjan occidental, pillant et brûlant les villes sur sa route.
Aux XIIIe et XIVe siècles, l’armée mongole de Gengis Khan et ses successeurs domine toutes ses rivales de très loin. Bien que Gengis Khan apporte quelques innovations dans la conduite de la guerre traditionnelle des Mongols, cette domination ne tient pas à des nouveautés, mais surtout à son organisation, à la planification rigoureuse de ses opérations, appliquée ensuite avec discipline, son imagination à la fois dans la tactique et l’opératique. Cette armée, qui n’existait pas en pratique avant qu’il ne domine les Mongols, est composée de guerriers nomades qui, avant le XIIIe siècle, combattaient essentiellement pour piller lors de razzias.

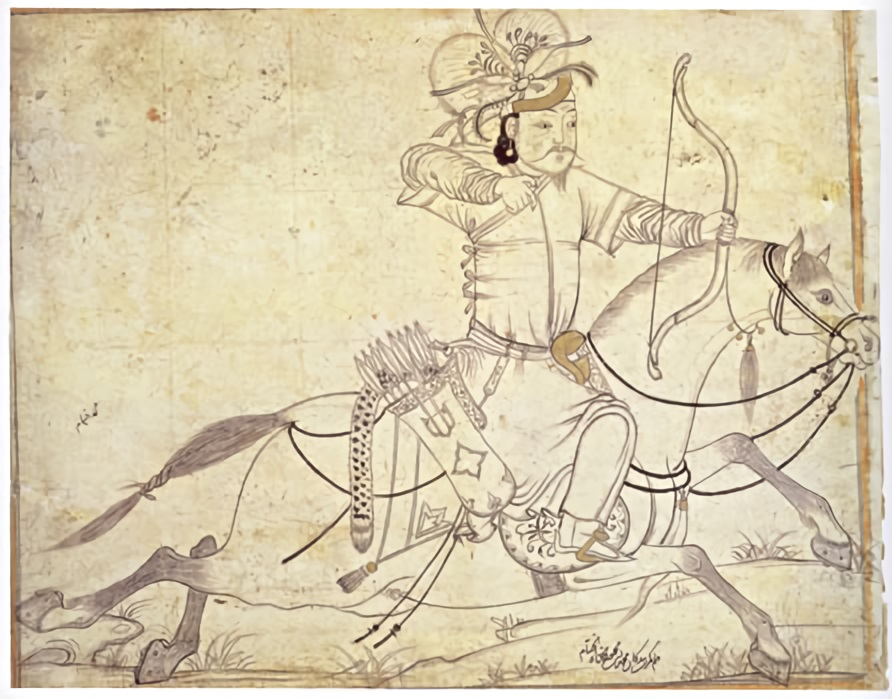
Un archer ilkhanide. Dessin d'époque timouride, XV.

Cette armée utilise d’abord l’excellence du guerrier mongol dans deux domaines : le tir à l’arc, enseigné très tôt aux enfants des deux sexes, et la cavalerie, les Mongols étant des cavaliers hors pair. Cette cavalerie utilise le petit cheval mongol, rustique, sobre et endurant.
L’arc est l’arme principale des combattants mongols, qui leur permet de battre un adversaire sans entrer au contact (il a une portée d’environ 300 mètres ou plus). Cet armement est complété par une épée courbe pour le combat rapproché (qui est évité la plupart du temps). Cette épée courbe et légère est plus maniable que les longues épées droites, et permet de parer ou de feinter plus facilement.
Gengis Khan apporte des améliorations technologiques dans l'art de la guerre mongol. Les Mongols ont été les premiers à se servir de « bombes ». Il s'agissait en fait de boules en céramiques, creuses, remplies de poudre noire. D'anciens textes y font référence et on en a retrouvé récemment sur une épave de bateau mongol coulé lors de la tentative d'invasion du Japon (voir conquêtes gengiskhanides)
Houlagou Khan, petit-fils de Gengis Khan fonde l'Ilkhanate de Perse en 1256.
La mort de l’ilkhan Abu Saïd, en 1336 sonna le glas de la puissance ilkhanide. Plusieurs petites dynasties locales dirigent alors l'Iran dont les Muzaffarides, les Chupanides et les Jalayerides.

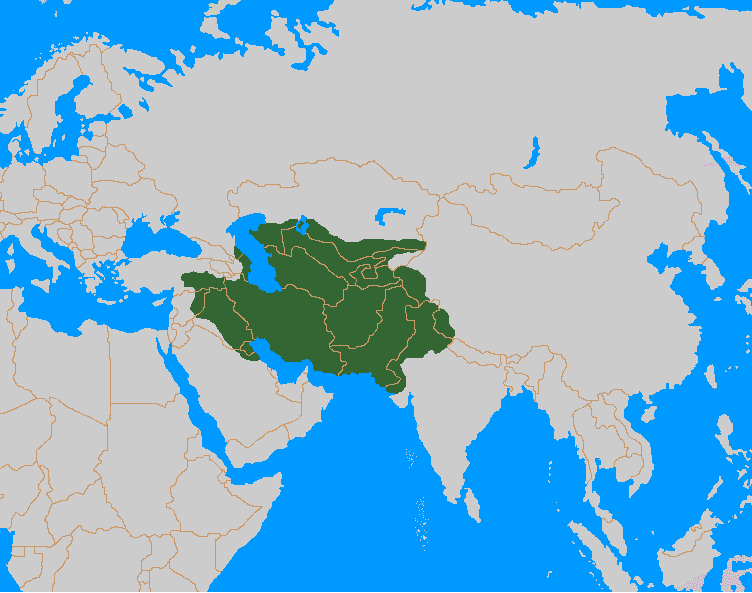
Empire timouride de 1365 à 1405

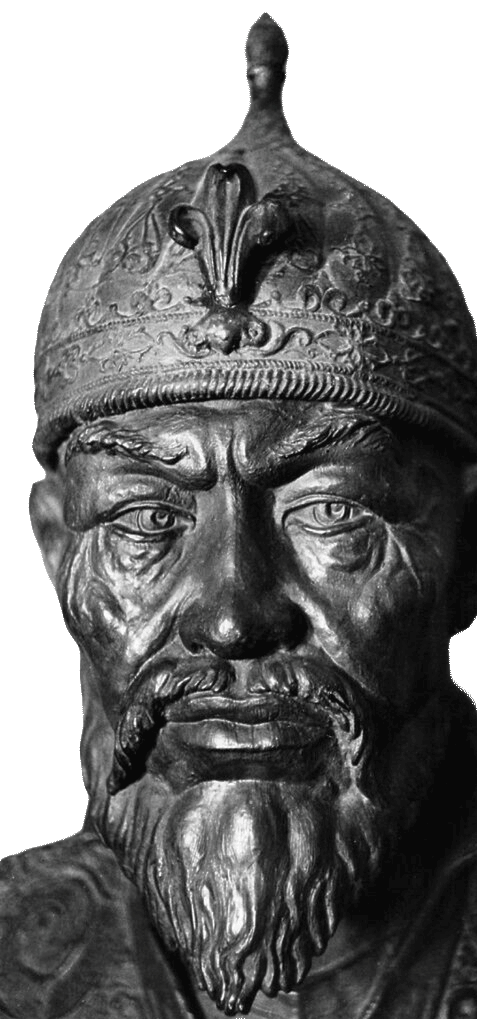
Tamerlan

Mais à partir de 1370, le chef du futur Empire timouride Tamerlan mène plusieurs guerres et expéditions. Non seulement, Tamerlan consolida son pouvoir chez lui en subjuguant ses ennemis, mais chercha à étendre son territoire en empiétant sur les terres des potentats voisins. Ses conquêtes au sud et au sud-ouest inclurent à peu près toutes les provinces de Perse, y compris Bagdad, Karbala et le Kurdistan.
Le conquérant suivant à prendre le titre d’empereur fut Tamerlan, d’origine turque ou mongole selon les sources. Il conquiert d’abord la Transoxiane, fait de Samarcande sa capitale en 1369 et devient finalement empereur de tout l’Iran en 1381. Ses conquêtes ont été moins rapides que ses prédécesseurs mongols, mais tout aussi sauvages : Shiraz et Ispahan furent quasiment rasées à son passage.
En 1387, Tamerlan effectue des raids en Iran. Un des chefs locaux commit la maladresse sinon la folie de retenir les diplomates envoyés par Tamerlan. Ceci étant un crime pour les Turco-Mongols, le Grand Émir parcourt les centaines de kilomètres qui le séparent d'Ispahan, la métropole du fautif. À la suite d'un incident, un terrible massacre de la population s'ensuit.
Après la mort de Tamerlan en 1405 son empire, gouverné par ses descendants (les Timourides), fut grignoté par les puissances voisines jusqu'à l'assaut final des Ouzbeks de la dynastie des Chaybanides.

## TurcomansQara Qoyunluet TurcomansAq Qoyunlu

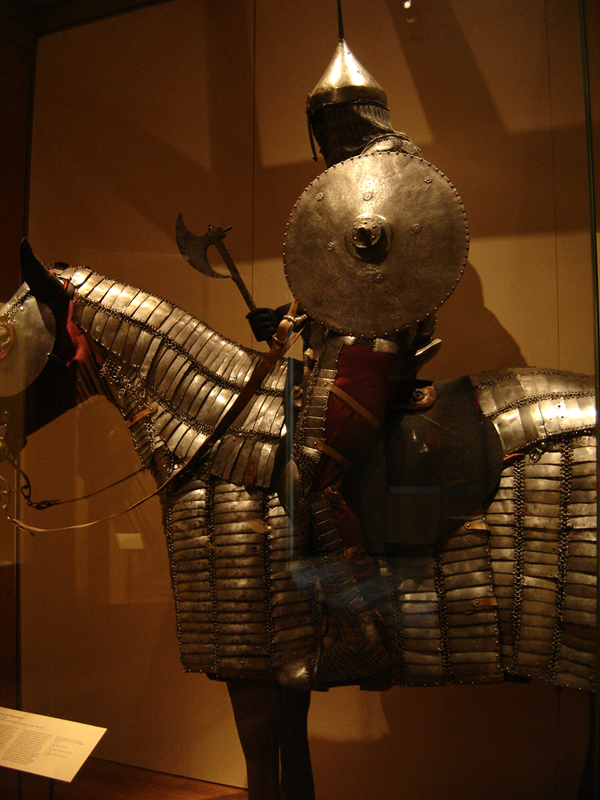
amure militaire iranienne, acier et cuir, datant de 1450 ap. J.-C. Metropolitan Museum of Art.

Les turcomans Moutons blancs (Aq Qoyunlu) établirent dans un premier temps leur capital à Hérat à l'est de la Perse, et sont les vassaux de la dynastie des Jalayirides à Bagdad et Tabriz vers environ 1375, quand le chef de leur tribu dominante, règne sur Mossoul. Cependant, les Turcomans se rebellent contre les Jalayirides, et protègent leur indépendance vis-à-vis de la dynastie avec la conquête de Tabriz par Qara Yusuf.
Cependant, en 1400, les armées de Tamerlan infligent une défaite aux Turcomans Moutons Noirs, et Kara Yusuf fuit en Égypte où il trouve refuge auprès des Mamelouks. Il réunit une armée et en 1406 reprend Tabriz.
En 1410, les Turcomans Moutons Noirs (Qara Qoyunlu) prennent Bagdad. L'installation d'une nouvelle lignée de Turcomans Moutons Noirs accélère la chute des Jalayirides qu'ils avaient autrefois servis. Malgré des luttes internes parmi les descendants de Kara Yusuf après sa mort en 1420, et la menace montante des Timourides, les Turcomans Moutons Noirs maintiennent une forte prise sur les lieux qu'ils contrôlent.
Jahān Shāh fait la paix avec le Timuride Shah Rukh, mais bientôt la paix se désagrège. Quand Shah Rukh meurt en 1447, les Turcomans Moutons Noirs annexent des portions de l'Irak et la côte est de l'Arabie, tandis que les Timurides contrôlent l'ouest de l'Iran.
En 1466, Jahān Shāh essaye de prendre Diyarbekir aux Turcomans Moutons Blancs commandés par Uzun Hasan, mais ceci est une catastrophique défaite en 1467 qui se solde par la mort de Jihan Shah et de l'effondrement du contrôle des Turcomans Moutons Noirs sur le Moyen-Orient. Vers 1468, les Turcomans Moutons Blancs ont éliminé les derniers vestiges des Turcomans Moutons Noirs.
Après la défaite d'un chef timouride, Abu Saïd, Uzun Hasan est capable de prendre Bagdad, accompagné des territoires le long du golfe Persique. Il étend son territoire en Iran aussi loin, à l'est, jusqu'au Khorasan. Cependant, autour de cette période, l'Empire ottoman cherche à s'étendre du côté est. C'est une sérieuse menace qui force les Turcomans Moutons Blancs à former une alliance militaire avec les Karamanides d'Anatolie du centre.
Dès 1464, Uzun Hasan a requis l'aide militaire d'un des plus puissants ennemis de l'Empire ottoman, Venise, cependant, malgré la promesse vénitienne, cette aide n'arriva jamais, et eut pour conséquence une défaite d'Uzun Hasan face aux Ottomans à Tercan en 1473, bien que cela ne détruisit pas les Turcomans Moutons Blancs.
Yaqub, qui règne de 1478 à 1490, maintient la dynastie pendant un peu plus de temps, mais à la suite de sa mort les Turcomans Moutons Blancs commencent à s'entretuer, et grâce aux luttes internes, ils cessèrent de devenir une menace pour leurs voisins.
Les Safavides, qui sont des Shiites, commence à saper l'allégeance de plusieurs Turcomans Moutons Blancs, particulièrement sunnites. Les Safavides et les Turcomans Moutons Blancs se rencontrent à la bataille de Nakhitchevan en 1501, et le chef des Safavides Ismail Ier force les Turcomans Moutons Blancs à se retirer.
Au cours de sa retraite due aux Safavides, le chef des Turcomans Moutons Blancs Alwand détruit un État autonome des Turcomans Moutons Blancs à Mardin. Le dernier des chefs des Turcomans Moutons Blancs, Murad, frère d'Alwand, est aussi défait par le même chef Safavide. Bien que Murad se soit établi brièvement à Bagdad en 1508, il dut bientôt se retirer de Diyarbekir, signalant ainsi la fin des Turcomans Moutons Blancs.

## Ère safavide

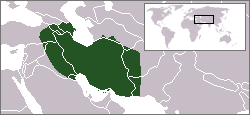
L'Empire safavide de 1501 à 1722/1736.

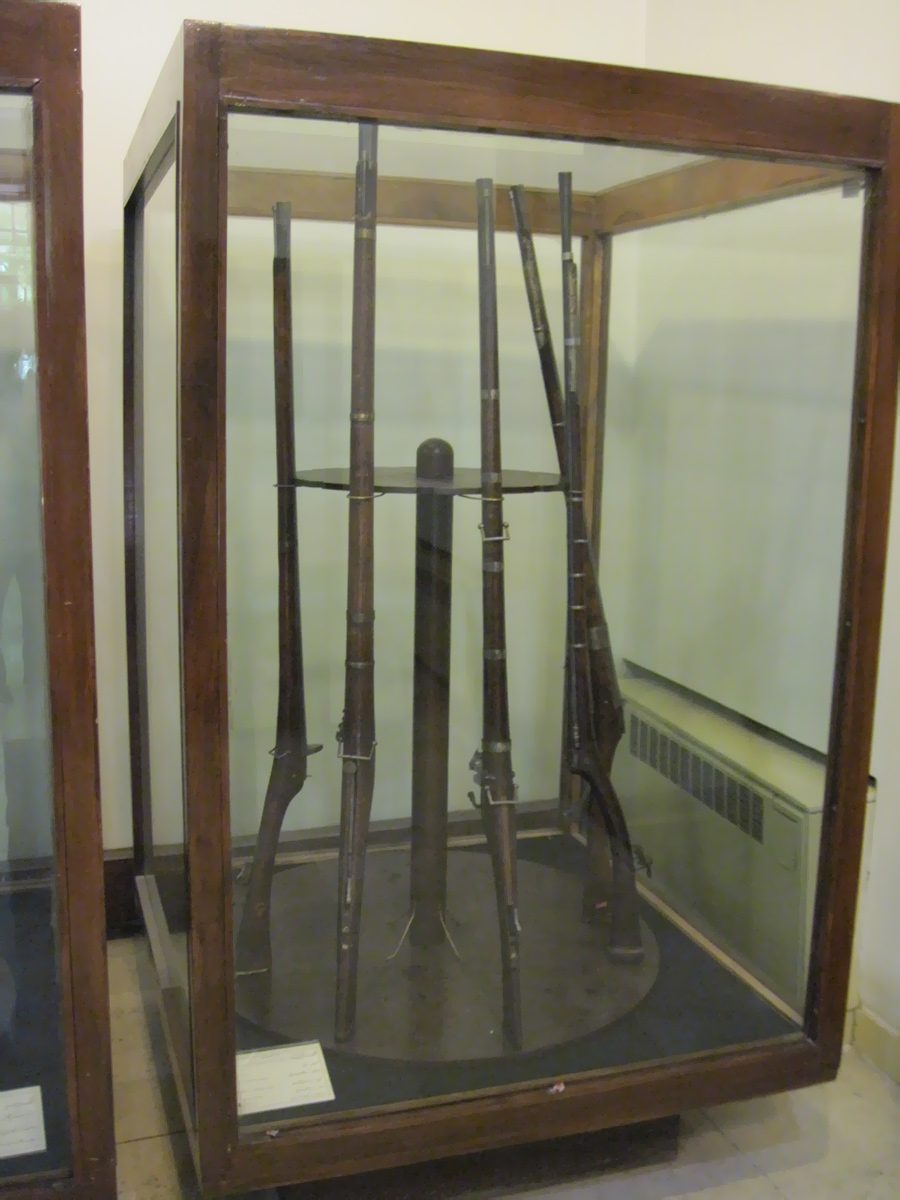
Arme Safavide XVIIe siècle

En 1499, Ismaïl, le jeune chef de l'ordre Safavide, a quitté Lanjan pour Ardabil afin de réclamer le pouvoir. Pendant l'été 1500, près de 7 000 de ses partisans originaires des tribus turcomanes d'Anatolie, de Syrie et d'Irak – appelés ensemble les Qizilbash – se sont joints à lui afin de le soutenir. À la tête de ces troupes, il commence par mener une campagne punitive contre le Chirvanchah (souverain du Chirvan) ; il cherchait alors à se venger de la mort de son père Heydar et de son grand-père au Chirvan. Après avoir battu le Chirvanchah Farrokh Yassar, il se déplace au sud vers l'Azerbaïdjan où ses 7000 guerriers Qizilbash battent une force de 30 000 Aq Qoyunlu sous les ordres d'Alwand Mirza puis prennent Tabriz, marquant ainsi la fondation de l'État Safavide.
Au cours de la première décennie du XVIe siècle, les Qizilbash étendent le pouvoir safavide au reste de la Perse, jusqu'à Bagdad et l'Irak, auparavant sous le contrôle des Aq Qoyunlu.
En 1510, Shah Ismaïl envoie un grand contingent de Qizilbash en Transoxiane afin de soutenir le souverain Timouride Bâbur, en guerre contre les Ouzbeks. Les Qizilbash battent les Ouzbeks et sécurisent Samarcande pour le compte de Babur. Cependant, en 1512, une armée entière de Qizilbash est anéantie par les Ouzbeks après que les qizilbash turcomans se sont révoltés contre leur vakil d'origine persane et leur commandant, Amir Nadjm. Cette lourde défaite marque la fin de l'expansion et de l'influence safavide en Transoxiane et les frontières du nord-est de l'Iran restent vulnérables aux invasions nomades.

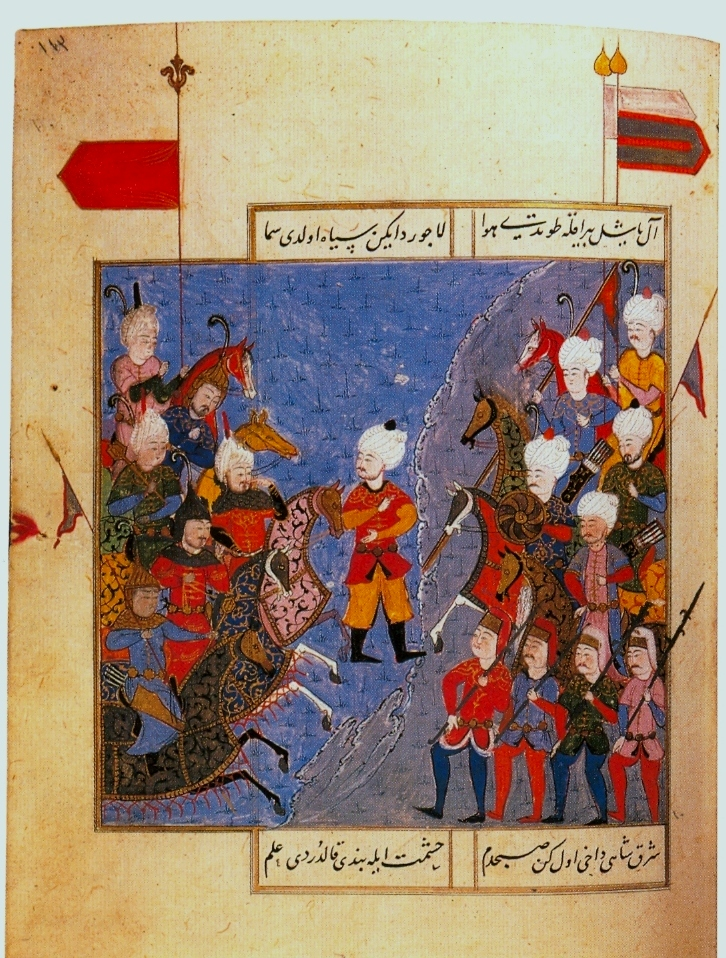
Bataille de Chaldiran.

Les Souverains Safavides de Perse, comme les Mamelouks d'Égypte, voyaient les armes à feu avec dégout, et au début ils firent peu d'effort pour les adapter à leurs forces armées. Comme les Mamelouks ils comprirent cette erreur en affrontant la puissante Armée Ottomane à la Bataille de Tchaldiran. Mais contrairement aux Mameloukes, ils mirent en application les leçons qu'ils apprirent sur le champ de bataille. Bien sûr au XVIe siècle mais encore au XVIIe siècle, les shahs d'Iran font un pas dans l'acquisition d'armes à feu et de pièces d'artillerie et rééquipe leurs forces avec cela. Initialement, leurs principales sources d'approvisionnement avec ces armes semblent être Venise, le Portugal, et le Royaume-Uni.
Malgré leurs réserves initiales, les Perses acquirent très rapidement l'art de faire et d'utiliser des armes à feu. Un envoyé Venitien, Vincenzo di Alessandri, dans un rapport présenté au Conseil des Dix le 24 septembre 1572, observe :
"They used for arms, swords, lances, arquebuses, which all the soldiers carry and use; their arms are also superior and better tempered than those of any other nation. The barrels of the arquebuses are generally six spans long, and carry a ball little less than three ounces in weight. They use them with such facility that it does not hinder them drawing their bows nor handling their swords, keeping the latter hung at their saddle bows till occasion requires them. The arquebus is then put away behind the back so that one weapon does not impede the use of the other."

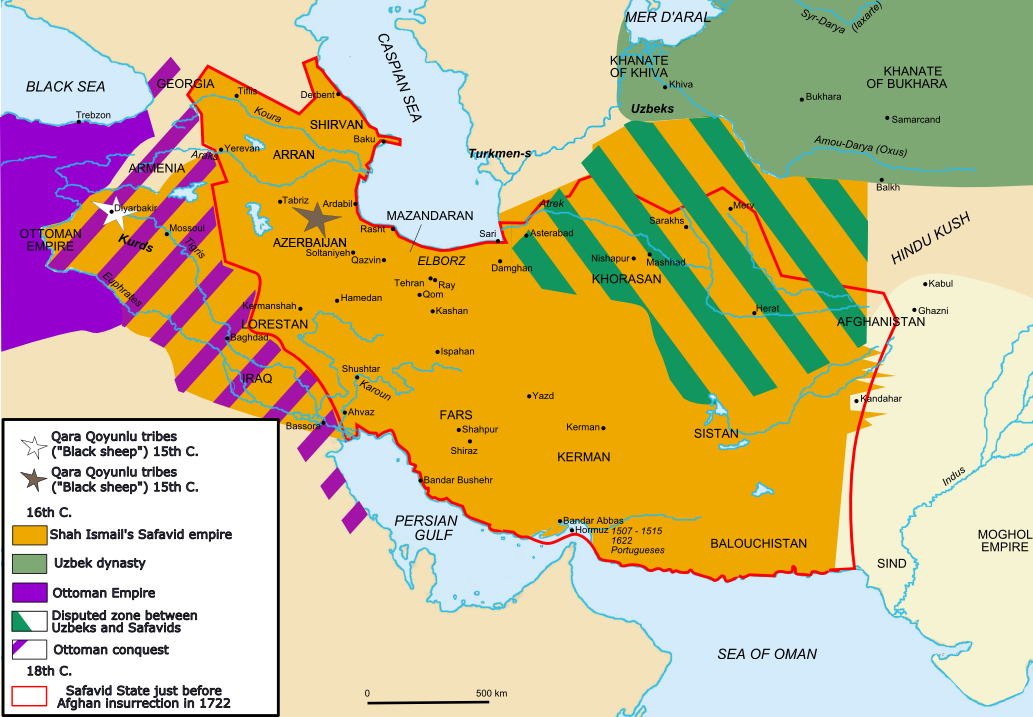
L'Empire Safavide et ses zones de conflit.

La photo de ce cavalier Qezelbash, équipée pour parfois une utilisation simultanée d'un arc, d'une épée, et d'une arme à feu, symbolise avec justesse l'étendue dramatique et complexe des changements qu'un Militaire Perse doit subir. Quand l'utilisation d'une arme à feu personnelle devient banale, l'utilisation d'un champ d'artillerie est limitée et reste dans l'ensemble inefficace.

Une peinture sur le mur du palais de Chel-Sooton à Isfahan de Shah Abbas à la guerre

Dans l'apport d'une nouvelle ère de puissance de feu 'moderne' à l'armée Perse, on ne peut pas nier le rôle essentiel d'Abbas Ier le Grand (1587-1629). C'est d'ailleurs sous son règne que les Safavides atteignent leurs apogées. Suivant le modèle de l'Armée ottomane qui l'a impressionné au combat, le Shah se met à construire sa nouvelle armée. Il a été beaucoup aidé par deux frères anglais, Anthony et Robert Shirley, qui sont venus en Iran en 1598 avec 26 suivants et qui restent au service de la Perse pendant plusieurs années. Les frères aident l'organisation de l'armée en un modèle standard d'officiers payés et d'une armée bien entraîné similaire aux modèles européens. L'armée est organisée suivant trois divisions : les Ghulams ('servants de la cour ou esclaves' habituellement constitué de conscrits d'Arménie, de Géorgie et de Tcherkesse), les Tofongchis (mousquetaire), et les Topchis (homme d'artillerie).
Le Shah réussit à se défaire des menaces extérieures en signant des traités, équilibre le pouvoir des troupes qizilbash grâce aux Ghulams qui lui sont loyaux. Ce nouveau modèle d'armée de Shah Abbas's est si victorieuse qu'il lui permet de réunifier les différentes parties du Monde iranien et d'étendre le territoire national dans un temps de grandes pressions externes et de conflit.
Mais la politique religieuse des oulémas chiites persécutant les sunnites (particulièrement les sunnites d'Afghanistan) est un des éléments déclencheur de la chute des safavides. C'est ce déclin et ce mécontentement qui poussera des tribus afghanes dirigées par Mahmoud Ghilzai à se soulever puis à gagner une série de victoires sur la frontière occidentale en 1722, les menant rapidement jusqu'à la capitale et mettant un terme à la dynastie à l'État Safavide.
À la suite de la chute de la dynastie safavide, la Perse entre dans une période d'instabilité. La structure militaire hautement organisé se fragmente et les pièces se dispersent pour les dynasties suivantes qui les collectent.

## Dynastie Afcharides et dynastie Zand

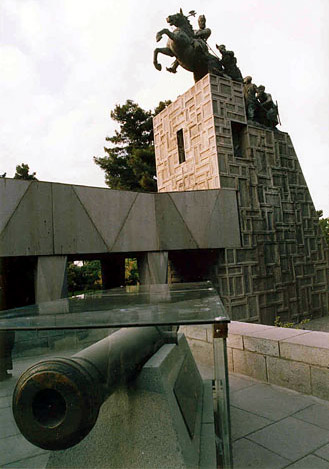
Tombe de Nader Shah Afchar, une attraction populaire touristique à Mashhad.

En 1719, les Afghans envahissent l'Iran. Avec 5 000 hommes, Nader Chah soutient Tahmasp II de la dynastie des Safavides dans sa guerre contre l'usurpateur afghan Mahmud Ghilzai. C'est en se mettant au service de Tahmasp qu'il prendra le nom Nadir Qoli Beig. Plus tard, Nâdir destitue Tahmasp II, place le fils de celui-ci, Abbas III, encore enfant, sur le trône, et se déclare régent en 1732.
Nâdir défait les Afghans dans la bataille de Damghan en 1729. Il boute les Afghans, qui occupaient la Perse depuis 1730, hors du pays et monte sur le trône du royaume en 1736, prenant le titre de Nader Chah.
En 1738, il conquiert Kandahar et Kaboul en Afghanistan, puis continue par l'invasion de l'Inde, défaisant la grande armée de l'Empire moghol de Muhammad Shâh à la bataille de Karnal, le 24 février 1739. Le 20 mars 1739, Nader Chah prend la ville de Delhi qu'il fait piller et ordonne le massacrer de 30 000 de ses habitants. Il retourne ensuite en Perse au début de mai 1739 avec de vastes trésors, dont le Trône du Paon, qui sert ensuite de symbole de la force impériale persane, le diamant de Koh-i Nor, quelque mille femmes indiennes (hindoues et musulmanes), un grand nombre de garçons comme esclaves et des milliers d'éléphants, de chevaux et de chameaux chargés avec le butin que ses hommes ont rassemblé. Les richesses saisies en Inde sont si importantes que Nader Chah arrête la perception d'impôts en Iran pendant les trois années suivantes.

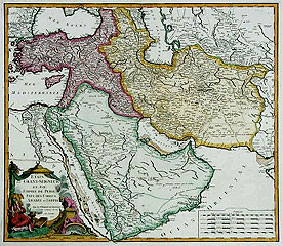
Territoire persan en 1753 (en jaune).

Karim Khan était un des généraux de Nader Chah. Après la mort de Nader Chah en 1747, la Perse sombra dans la guerre civile. À ce moment, Karim Khan, Abdolfath Khan et Ali Mardan Khan s'accordèrent pour diviser le pays entre eux et donner le trône à Ismaïl III. Cependant, la coopération s'arrêta après qu'Ali Mardan Khan envahit la ville d'Esfahan et tue Abdolfath Khan. En conséquence, Karim Khan tua Ali Mardan Khan et envahit tout l'Iran à l'exception du Khorasan, respectant Chahrokh, le petit-fils de Nader Chah.
Après la mort de Karim Khan Zand, Agha Muhammad Khan qui avait été retenu en otage --afin de prévenir une guerre entre les tribus Qajar du Nord de l'Iran et le Zand-- s'échappa et gagna le Mazandaran. Il prit la tête de sa tribu à Astrabad et déclara son indépendance du Chah Zand. Pendant ce temps, la guerre civile éclata encore en Perse et quelques décennies de batailles et de meurtres entre les descendants de Karim Khan, qui n'étaient pas capable de gérer le pays comme lui, s’ensuit. Agha Mohammad Khan en profite pour prendre le pouvoir et fonder la dynastie Qajar.

## Ère Qajar

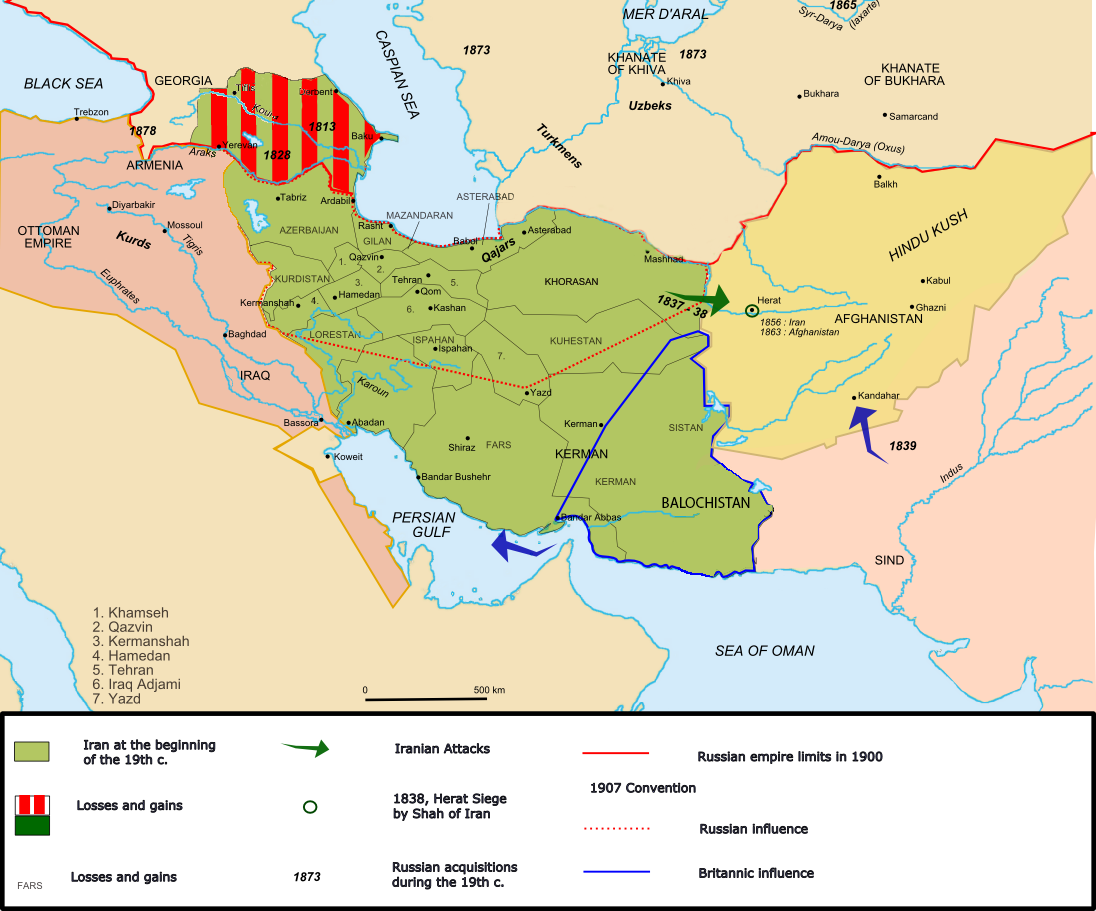
Iran au XXe siècle.

La seconde moitié du XVIIIe siècle voit une nouvelle dynastie prendre le pouvoir en Iran. La nouvelle dynastie Qajar fait une tentative pour former, et une fois encore moderniser l'armée iranienne après l'effondrement de l'armée de Nader Chah.
Téhéran doit d'être devenue capitale de l'Iran à l'époque Qajar à des préoccupations stratégiques : les Russes menacent les frontières nord du pays et les Turcomans celles du nord-est. Téhéran bénéficie d'une situation privilégiée au carrefour de la route est-ouest qui longe le piémont de l'Elbourz et des voies menant aux oasis de l'Iran central et aux bassins du Fars. En effet, la prise de pouvoir par les Qajars survient peu de temps avant l'ordre de Catherine la Grande d'envahir la Perse une nouvelle fois. Durant l'expédition perse de 1796, les troupes russes traversent la rivière Araxe et envahissent plusieurs parties de l'Azerbaïdjan et du Gilan, bien qu'ils se dirigent vers Lankaran avec l'objectif d'occuper Rasht une nouvelle fois.
Les Qajars, sous le fondateur de la dynastie, Agha Mohammad Khan sont les sauveurs de la Perse en battant les Russes dans plusieurs batailles importantes. Agha Mohammad Khan, avec 60 000 cavaliers sous son commandement, repousse les Russes devant Tbilisi. À la suite de la capture de la Géorgie, Agha Mohammad Khan est assassiné par deux de ses servants qui espèrent ainsi voler les joyaux de la couronne. Son fils, Fath Ali Shah, après plusieurs campagnes victorieuses qu'il a menées personnellement contre les Afcharides, avec l'aide de son ministre de la Guerre Mirza Assadolah Khan et de son Premier Ministre Amir Kabir crée une nouvelle armée, basée sur les derniers modèles européens, pour le nouvellement choisi Prince-Héritier Abbas Mirza.

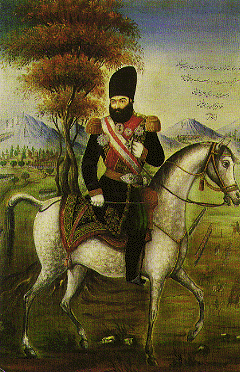
'Prince Abbas Mirza'

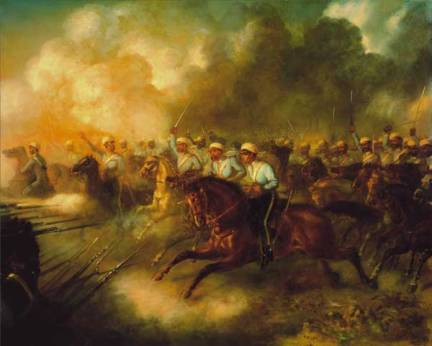
Forces indo-britanniques attaquant les positions Perses à la Bataille de Kooshab

En 1803, la Russie envahit et annexe la Géorgie, et alors se déplace vers le sud à travers l'Arménie et l'Azerbaïdjan. Dans la guerre russo-persane de 1804-1813 les Russes apparaissent victorieux. Depuis le début, les troupes russes ont un grand avantage sur les Perses car ils possèdent une artillerie moderne. Or la dernière utilisation de celle-ci dans l'Armée remontent à la dynastie Safavide trois siècles plus tôt. Néanmoins, l'armée perse sous le commandement d'Abbas Mirza réussit à obtenir plusieurs victoires contre les Russes. L'incapacité de l'Iran de développer une artillerie moderne sous les dynasties précédentes, et des Qajars, conduit ceux-ci à signer le traité de Golestan en 1813. Ceci marque un tournant de l'attitude des Qajars envers les affaires militaires. Abbas Mirza envoie un nombre important de Persans au Royaume-Uni dans les académies militaires et dans le même temps il invite des officiers britanniques en Perse pour former les forces perses sous son commandement. La transformation de l'armée est phénoménale comme on peut le voir à la Bataille d'Erzeroum en 1821 où la nouvelle armée met en déroute l'armée de l'Empire ottoman. Cette victoire a pour conséquence le traité d'Erzeroum dans lequel l'Empire ottoman reconnaît l'existence des frontières entre les deux empires. Ces efforts pour continuer la modernisation de l'armée à travers l'entraînement des officiers en Europe continue jusqu'à la fin de la dynastie Qajar. À l'exception des armées russe et britannique, l'armée Qajar de cette époque est incontestablement la plus puissante de la région.
Avec sa nouvelle armée, Abbas Mirza envahit la Russie en 1826. Mais l'armée perse ne peut faire face à une armée russe significativement plus importante et aussi compétente qu'elle. Après l'échec d'Abbas Mirza dans sa tentative de sécuriser le front Nord de la Perse, le traité de Turkmanchai qui s'ensuit en 1828 paralyse la Perse à travers la cession à la Russie de la plupart de ces territoires du nord et le paiement d'une indemnité de guerre colossale. L'ampleur des dommages causés à la Perse à travers ce traité était telle que l'armée perse et l'État ne purent retrouver leur ancienne puissance jusqu'à la chute de la dynastie Romanov que suivirent la création de l'Union soviétique et l'annulation par celle-ci des éléments économiques de ce traité en tant que 'politique tsariste impérialiste'.
Mais les raisons de la défaite s’expliquent aussi par des querelles politiques internes qui minent le sommet de l'État, et la cour royale affaiblie et en faillite sous Fath Ali Shah. Le pays fut donc forcé de signer ces deux célèbres traités qui sont les plus humiliants de l'histoire du pays.
Au cours de deux guerres contre la Perse, la Russie impériale continua sa percée au Sud. Avec les traités de Turkmanchai et de Golestan sur les frontières occidentales, la mort inattendue d'Abbas Mirza en 1823, et l'assassinat du Grand Vizir de la Perse, Mirza Abolqasem Qa'im Maqam, la Perse perdit son ancrage traditionnel en Asie centrale au profit des armées du tsar.
Les armées russes occupèrent la côte d'Aral en 1849, Tachkent en 1864, Boukhara en 1867, Samarcande en 1868 et Khiva et Amudarya en 1873. Le traité d'Akhal devait achever le dépeçage de la Perse en faveur de la puissance émergente que devenait la Russie Impériale.

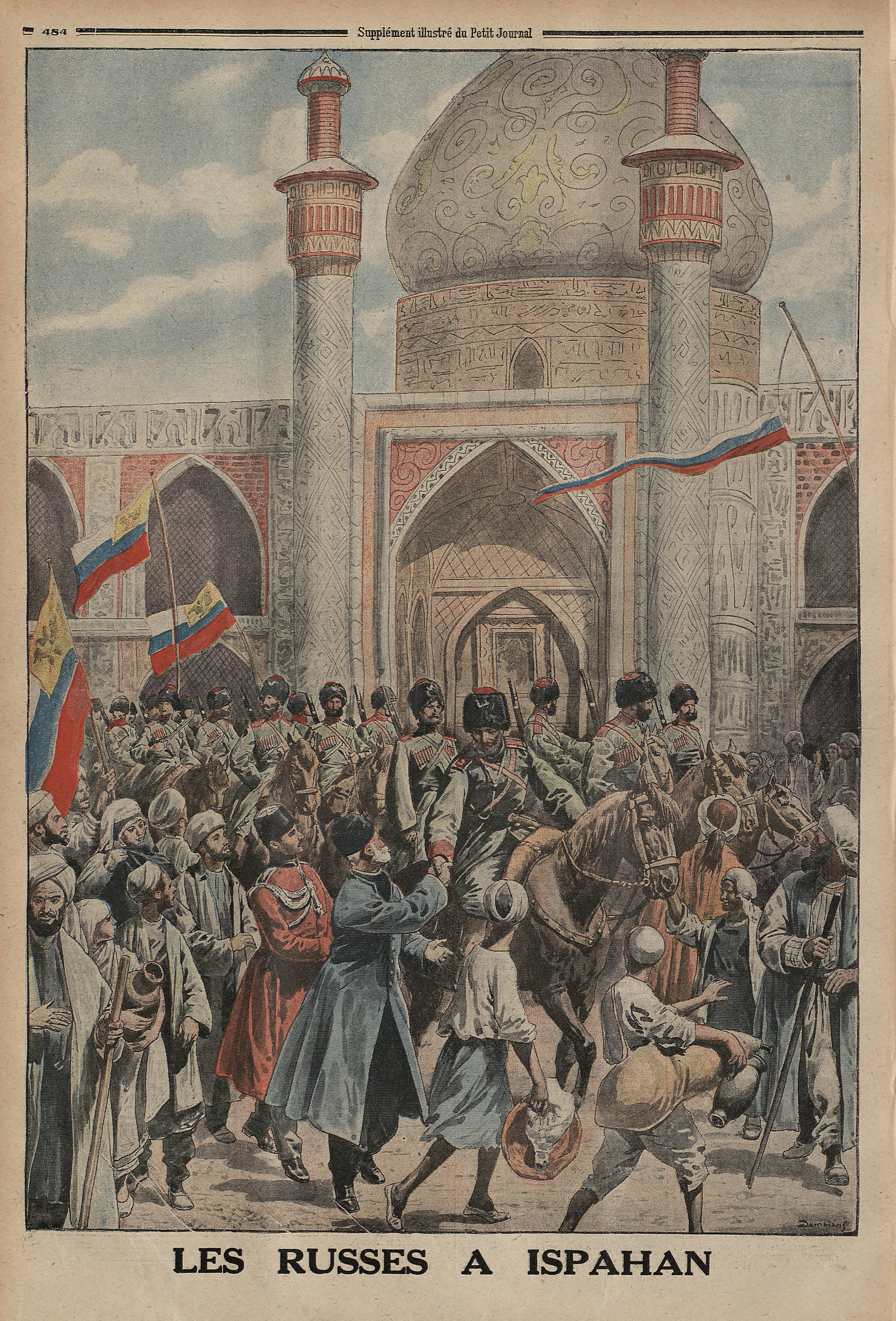
Couverture d'un magazine français de 1916 montrant « l'invasion russe d'Ispahan (Isfahan) »

Les règnes de Mohammad Shah et de Nasseredin Shah voient aussi une tentative de la Perse de prendre la ville d'Hérat, occupée par les Afghans. Bien que les Afghans ne soient pas de taille à affronter l'armée perse, les Perses ne sont pas victorieux cette fois-ci. Ceci est dû à l'intervention britannique dans le cadre du Grand Jeu : l'attaque, lors de la Bataille de Kooshab, de la ville de Bushehr, va entraîner la retraite de l'armée perse depuis Hérat qui pourtant avait été bien reprise. La perte d'Hérat est entérinée par le traité de Paris de 1857.
Quelques années plus tard, les Russes signent avec les Anglais la convention anglo-russe de 1907 qui sépare l'Iran en deux zones d’influence : pour la Russie au nord et pour la Grande-Bretagne au sud. La domination russe devint si forte que Tabriz, Qazvin, et plusieurs autres villes furent occupées par la Russie impériale. Le gouvernement central de Téhéran n'avait même plus le pouvoir de choisir ses ministres sans l'approbation des consulats anglais et russes. Morgan Shuster dut démissionner car la cour royale subissait d'énormes pressions britanniques et russes. Le livre de Shuster The Strangling of Persia (L'étranglement de la Perse)  raconte en détail ces événements et critique sévèrement la Grande-Bretagne et la Russie impériale. Ceci ajouté à toute une série d'événements cruciaux tels que le bombardement par les russes de la mosquée Goharshad de Mashhad en 1911 et de l'Assemblée nationale perse par le colonel russe Liakhoff provoqua une explosion de ressentiment antirusse dans tout le pays.
Finalement, c'est sous les Qajars que la Perse va avoir ses frontières actuelles. Initialement, sous le règne de Agha Mohammad Khan la Perse gagne le contrôle de plusieurs régions indépendantes et de ses territoires au nord, qui vont être perdus à nouveau à travers une série de petites guerres avec la Russie. À l'ouest, les Qajars vont effectivement stopper les Ottomans et à l'est la situation demeurera fluide. En fin de compte, grâce à la direction des Qajars, l'institution militaire est plus développée et régionalement la plus puissante. Ceci a été brisé par les deux superpuissances d'aujourd’hui : la Russie et la Grande-Bretagne.
Ayant des frontières avec la Russie Impériale, l'empire Ottoman et les Indes Britanniques. La perse fut l'un des théâtres d'opérations du front Orientale de la Première Guerre mondiale.

## Ère Pahlavi
Quand la dynastie Pahlavi prend le pouvoir, la dynastie Qajar est déjà affaiblie par des années de guerre avec la Russie. L'armée standard Perse était presque inexistante. Le nouveau chah Reza Shah Pahlavi, développe une nouvelle armée. En partie, cela consiste à envoyer des centaines d'officiers dans des académies militaires européenne et américaine. Cela consiste aussi à avoir des instructeurs étrangers à l'intérieur de l'armée iranienne. L'Allemagne nazie devient partenaire privilégiée. Durant cette période l'Armée de l'air iranienne a été créé et les fondations d'une nouvelle Marine iranienne a été posée.
À la suite de l'invasion allemande de l'Union soviétique en juin 1941, le Royaume-Uni et l'Union soviétique deviennent alliés. Tous deux voient le chemin de fer Trans-Iranien nouvellement ouvert comme une route stratégique pour transporter des ravitaillements du golfe Persique au territoire soviétique à travers ce que l'on appellera le Corridor perse, hors de portée des Allemands et complétant le ravitaillement, périlleux, entre l'Angleterre et Mourmansk et par le long chemin de fer transsibérien. En août 1941, le Royaume-Uni et l'URSS envahissent l'Iran et déposent le germanophile Reza Shah Pahlavi en faveur de son fils Mohammad Reza Pahlavi. Suivant la fin de la Seconde Guerre mondiale, après la crise irano-soviétique, l'indépendance de l'Iran a été difficilement respectée et les deux pays retirent leurs forces.
À la suite de plusieurs accrochages en avril 1969, les relations avec l'Irak se détériore, principalement dû à une dispute sur la rivière Arvand dans les accords d’Alger de 1937. L'Iran abroge les accords de 1937 et demande une renégociation qui s'achève complètement en sa faveur. De plus, Mohammad Reza Pahlavi s'embarque d'un programme de modernisation sans précédent des forces armées. Dans plusieurs cas l'Iran était équipé avec de l'armement moderne provenant en majorité de l'Occident. Les militaires iraniens étaient très bien entrainés et armés mais étaient totalement dépendant de l'Étranger pour leurs équipements. En 1978 l'Iran avait la cinquième armée la plus puissante du monde et était clairement une puissance régionale indiscutée. Durant sa période de domination de la région, l'Iran protège ses intérêts militaires dans la région : en Oman, le Front de libération du Dhofar est réprimé lors d'une intervention où l'armée déplora 719 tués et 559 blessés. En novembre 1971 les forces iraniennes prennent le contrôle de trois îles inhabitées mais stratégiques dans le détroit d'Ormuz.

## République islamique d’Iran

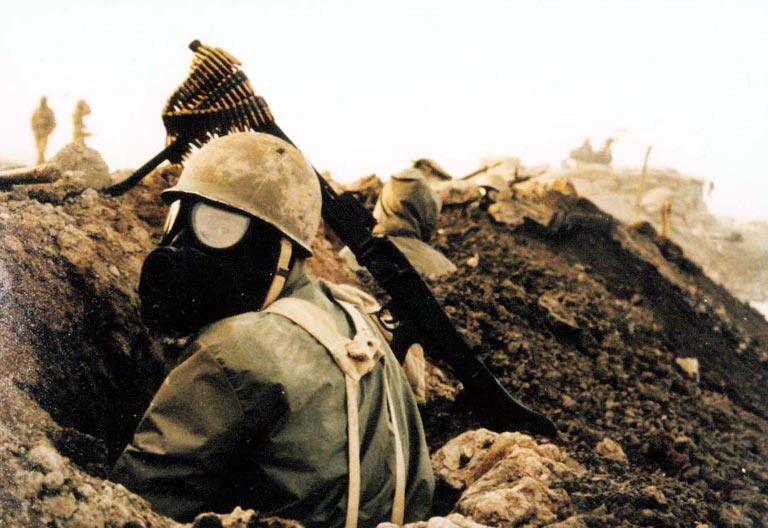
Soldats iraniens portant des protections contre les armes chimiques

En 1979, l'année de la chute du Shah et de la révolution, les militaires iraniens ayant de l'expérience subissent un taux de désertion de 60 % parmi leurs rangs. Suivant les principes idéologiques de la révolution islamique d'Iran, le nouveau gouvernement révolutionnaire cherche à renforcer sa situation intérieure en conduisant une purge de tout le personnel militaire associé avec la dynastie Pahlavi.
Le chiffre exact des personnes tuées lors de cette purge reste inconnu, mais cela va de quelques centaines à des milliers. La purge donne l'impression alléchante au dictateur de l’Irak, Saddam Hussein de voir l'Iran comme désorganisé et faible causant ainsi la guerre Iran-Irak. Les huit années indécises de la guerre infligèrent des dégâts à la région et à l'armée iranienne, prenant fin en 1988 après s'être étendu dans le golfe Persique et mena à des accrochages entre la Navy des États-Unis et les forces militaires iraniennes entre 1987 et 1988. À la suite de la guerre Iran-Irak un ambitieux programme militaire de reconstruction a été mis en route avec l'intention de créer une industrie militaire à part entière.
Regionalement, depuis la Révolution islamique, l'Iran cherche à exercer son influence en supportant divers groupes militaire et politique. Il soutient ouvertement le Hezbollah au Liban dans l'objectif de se garder impliqué dans le processus de paix d'Israël et de la Palestine et dans le but d'influencer le Liban. Différents groupes kurdes sont aussi supportés dans le but de maintenir le contrôle des régions kurdes iraniennes. Voisin de l'Afghanistan, l'Iran supporte l'Alliance du nord pendant plus d'une décennie contre les Talibans, et a failli rentrer en guerre contre les Talibans en 1998.

### Armée de l'Air

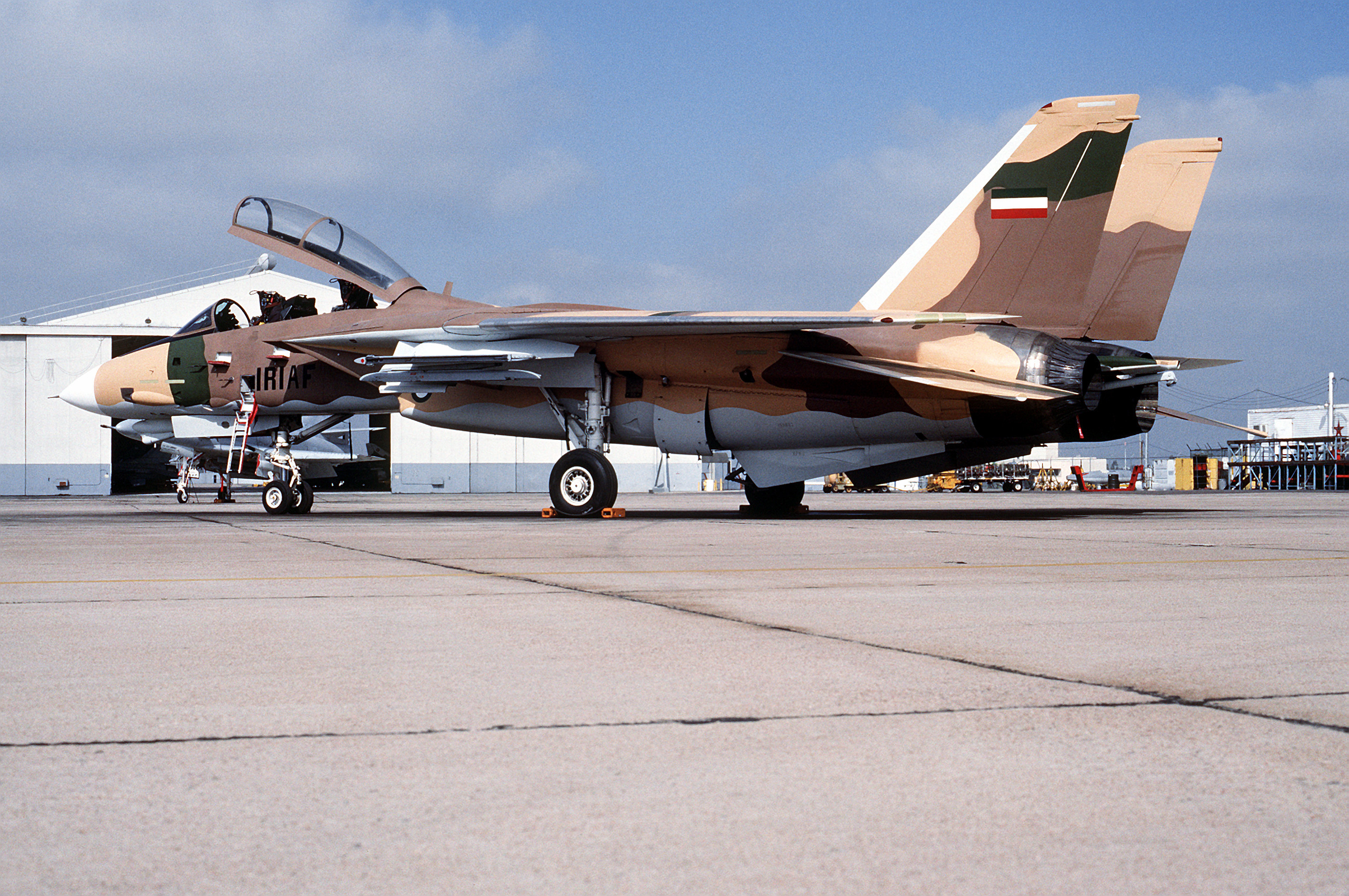
Un avion du Navy Fighter Weapons School aux couleurs iraniennes pour simuler un adversaire lors des entrainements ; 79 avions F-14 Tomcat ont été livrées au forces armées du Shah par les États-Unis avant 1979.

L'histoire de l'armée de l'air iranienne commence avec l'armée de l'air impériale d'Iran, qui a été fondée en 1920 par le chah, Reza Pahlavi, et qui fut opérationnelle avec les premiers pilotes complètement formés le 25 février 1925.
La chute du Shah après la révolution iranienne a modifié l'organisation de l'armée iranienne. L'armée de l'air elle-même fut décimée par des purges et de nombreux pilotes ont été écartés ou ont quitté le pays. Cela laissa l'armée de l'air peu préparée pour la guerre Iran-Irak. L'Iran fut le seul pays au monde à acquérir des Grumman F-14 Tomcat, avion de chasse américains dans les années 1970 à une époque où les relations entre les États-Unis et ce pays étaient très bonnes, la réception du 80e appareil commandé fut annulée à la suite de la prise de pouvoir par les islamistes. À cause des relations conflictuelles entre l'Iran et le monde occidental, l'Iran dut se procurer des nouveaux équipements au Brésil, en Russie et en république populaire de Chine.
Depuis la révolution, la composition exacte de l'armée de l'air iranienne est dure à déterminer, mais des estimations existent. De nombreux appareils appartenant à l'armée de l'air Irakienne ont trouvé refuge en Iran pendant la guerre du Golfe et nombreux sont les appareils qui ont été mis en service dans l'armée de l'air iranienne ou démantelés pour leurs pièces détachées.
À cause de manques continus de pièces détachées, la décision a été prise à la fin des années 1990 de développer une industrie aéronautique locale pour soutenir l'armée de l'air.

### Armée de Terre

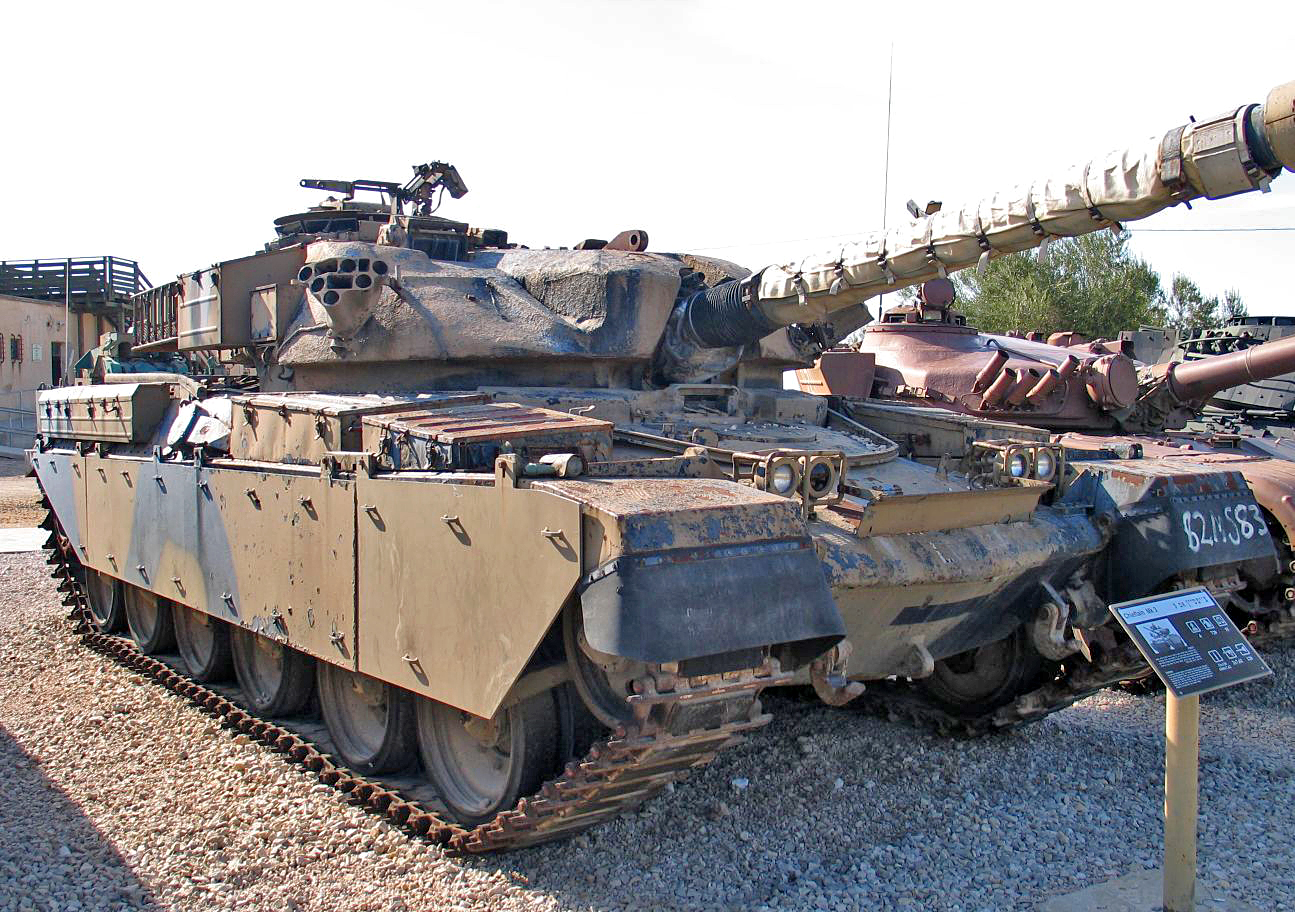
Char Chieftain MkIII

L'armée de terre d'Iran est l'armée nationale de l'Iran, appelée Artesh en persan. C'est une armée semi-professionnelle, parmi les plus puissantes de la région. L'armée d'Iran compte 350 000 soldats réguliers (non-conscrits) et 220 000 conscrits.
À la suite de la révolution de 1979, une série de purges élimine de l'armée de nombreux haut-gradés formés en Occident. L'armée est donc peu préparée quand l'Irak envahit le pays durant la guerre Iran-Irak. Quand ils ont été bien dirigés, les Cheftains iraniens (dotés de leur canon de 120 mm), se sont révélés bien supérieurs aux char T-54 et T-55 armés d'un 100 mm ainsi qu'aux T-62 avec leurs 115 mm de l'armée iraquienne.
En 1981, les deux armées commencèrent à avoir de nouveaux besoins en équipements. Les Iraniens réussirent à obtenir d'Israël des pièces détachées de chars M-48 et M-60. La Syrie, la Libye et quelques autres pays socialistes leur en fournirent également.
Une nouvelle génération de commandants, aguerris par ces expériences, décident de réduire drastiquement les entrainements à l'étranger et les matériels venus de l'étranger. Après la guerre l'armée poursuit une restruction dramatique, plusieurs sous une discrétion totale. Aujourd'hui l'Artesh a retrouvé ses capacités d'avant la révolution et continue son développement.
Il est important de ne pas confondre l'Artesh (armée régulière) avec les troupes des Gardiens de la Révolution islamique, qui sont une armée idéologique parallèle.

### La Marine

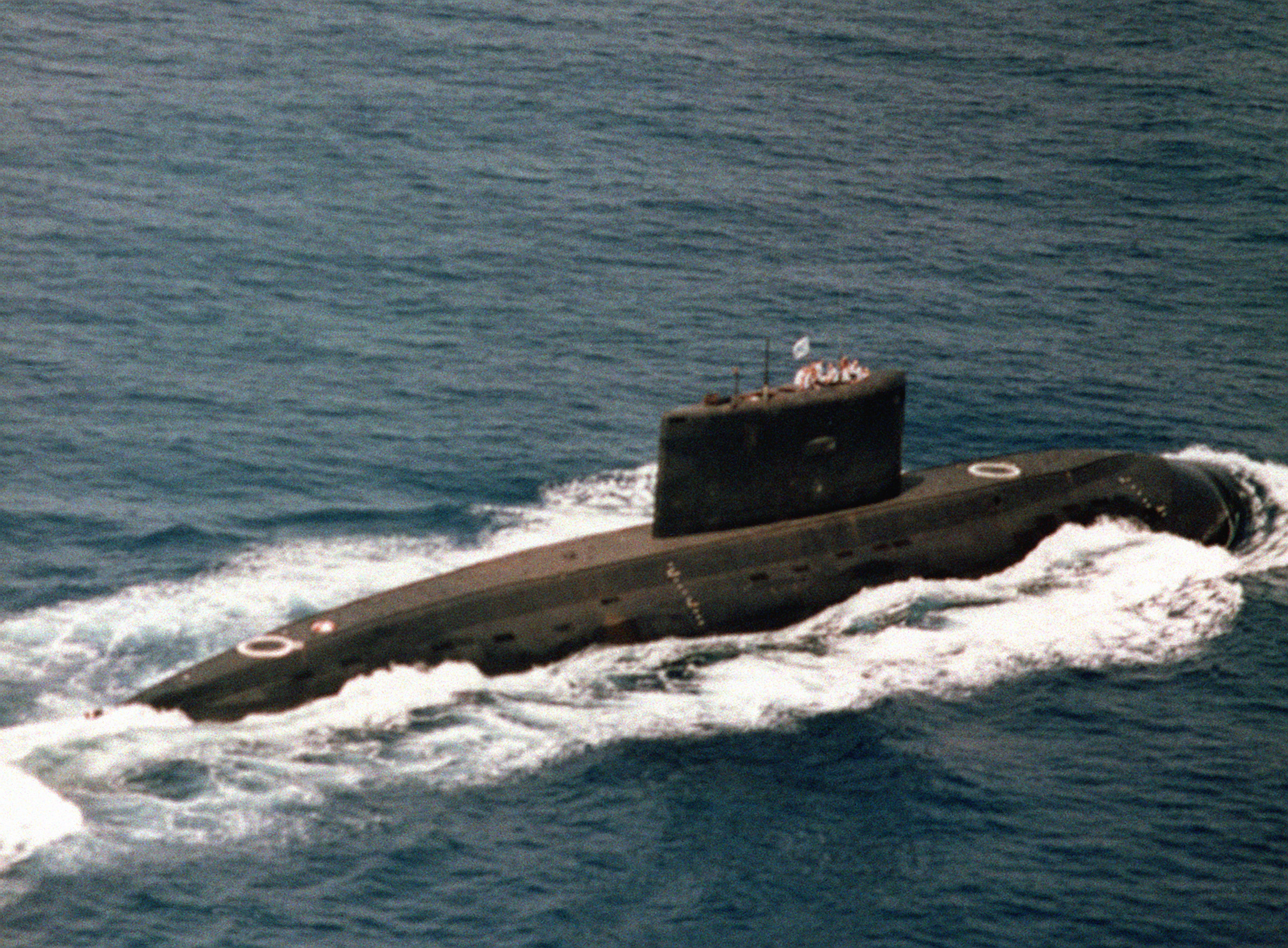
Un des 3 sous-marins de Classe Kilo de la marine iranienne

La Marine iranienne a toujours été la plus petite branche des forces armées iraniennes. Avant 1971, elle consistait principalement en des équipements américains et britanniques. Pendant les huit années suivantes, la flotte se développe grâce à des destroyers américains et britanniques plus modernes, des frégates et de nombreux petits vaisseaux, dont des navires rapides et des aéroglisseurs.
Avec la chute du Shah en 1979 et les sanctions économiques des États-Unis contre l'Iran, son aptitude à équiper et à maintenir ses équipements militaires est fortement limitée. La Marine a été touchée encore plus durement que les armées de terre et de l'air, plusieurs navires devant même être abandonnés. Les batailles pendant la guerre Iran-Irak entre 1980 et 1988 ont aussi vu de nombreux navires coulés ou endommagés.
D'autres dommages ont de plus été occasionnés lorsque les forces américaines ont escorté les navires pétroliers koweïtiens pendant l'opération Earnest Will en 1988-1989.

## Sources
- The Middle East: 2000 Years of History From The Rise of Christianity to the Present Day, Bernard Lewis, Londres, Weidenfeld & Nicolson, 1995.
- Qajar Studies: War and Peace in the Qajar Era, Journal of the Qajar Studies Association, Londres, 2005.
- (en) Manouchehr Moshtagh Khorasani, Arms and Armor from Iran: The Bronze Age to the End of the Qajar Peroid, Legat Verlag, 3 novembre 2006, 776 p. (ISBN 978-3932942228)
- (es) Manouchehr Moshtagh Khorasani, « Las Técnicas de la Esgrima Persa », Revista de Artes Marciales Asiáticas, vol. 4, no 1,‎ mars 2009, p. 20–49 (lire en ligne)